# Втрати силових структур внаслідок російського вторгнення в Україну (липень — вересень 2018)
У статті наведено список втрат українських військовослужбовців у російсько-українській війні з липня по вересень 2018 року.

## Список загиблих з 1 липня до 30 вересня 2018 року
| №         | Світлина Емблема | Прізвище, ім'я, по-батькові                          | Про особу | Дата смерті     | Обставини смерті |
| --------- | ---------------- | ---------------------------------------------------- | --- | --------------- | --- |
| Липень    |                  |                                                      | |                 | |
| 3994      |                  | Присяжний Олександр Олексійович                      | 20 травня 1991, Бердичів Житомирська область. Військовослужбовець 26 ОАБр. Добре малював, за його ескізами створено герб бердичівської школи № 3. Під час війни вступив на військову службу за контрактом, служив у в/ч в смт Вакуленчук, у в/ч А3838 в смт Десна та у 26-ій артбригаді. Із весни 2018 — в зоні проведення ООС. Залишилась мати, 5-річний син від першого шлюбу та цивільна дружина. | 1 липня 2018    | За повідомленням «Бердичів.biz» з посиланням на власні джерела, в зоні ООС, де виконує завдання 26 ОАБр, близько 6:00 на посту знайдене тіло військовослужбовця без ознак життя з наскрізним кульовим пораненням в області серця, поряд був його автомат АК-74. Розглядаються версії самогубства та необережного поводження зі зброєю, а також версія причетності інших осіб, триває слідство. Похований у Бердичеві. |
| 3995      |                  | Федоров Едуард Юрійович («Джигіт»)                   | 10 серпня 1996, Валява Черкаська область. Матрос, навідник 503 ОБМП 36 ОБрМП. Навчався у Шевченківському коледжі Уманського національного університету садівництва. Після строкової служби 31.03.2016 підписав контракт, пройшов навчання в 169 НЦ «Десна», зарахований до складу маріупольського батальйону морської піхоти. Залишилися батьки, сестра, молодший брат та вагітна дружина (одружився у квітні 2018), 17 вересня народилась донька. | 2 липня 2018    | 27 червня дістав важке поранення від кулі снайпера поблизу с. Водяне у Приазов'ї. 5 діб лікарі ВМКЦ Північного регіону в м. Харків боролись за життя воїна, але поранення виявилось несумісним із життям, о 20:45 2 липня його серце зупинилось. Похований в с. Валява. |
| 3996      |                  | Борсук Іван Іванович                                 | 9 липня 1986, Лютинськ Дубровицький район Рівненська область. Військовослужбовець 14 ОМБр. 2006 закінчив Західноукраїнський коледж «Полісся» у м. Березне, де навчався на правознавчому відділенні. Строкову службу проходив у 80-ій десантній бригаді. З 02.08.2014 до 25.01.2016 проходив службу за мобілізацією в 128 ОГПБр, брав участь у боях за Дебальцеве. Нагороджений орденом «За мужність» III ступеня, медаллю «Захисник Вітчизни», пам'ятною медаллю «128 ОГПБ військова розвідка» та нагрудним знаком «Ветеран війни-УБД». 31.05.2018 уклав контракт з 14-ю бригадою. Залишилися батьки, сестра, дружина та донька 2009 р.н. | 8 липня 2018    | 29 червня, під час обстрілу з РПГ та стрілецької зброї в районі м. Попасна, дістав вогнепальне кульове поранення голови. Помер у ВМКЦ Північного регіону в м. Харків, де військові лікарі протягом 9 діб боролися за його життя. Похований в Лютинську. |
| 3997      |                  | Лужецький Володимир Миколайович                      | 5 вересня 1995, Верхній Лужок Старосамбірський район Львівська область. Молодший сержант, командир відділення взводу саперної роти 309-го окремого інженерно-технічного батальйону (в/ч А 2300) 48-ї інженерної бригади. У Турківському професійному ліцеї здобув професію зварювальника. Працював у лісництві разом із батьком. 2014, у 19-річному віці, підписав контракт до закінчення особливого періоду. Проходив службу в 24 ОМБр, згодом — у 48 ІБр. На спецмашині робив укріплення на передовій. Батько трагічно загинув декілька років тому. Залишилися мати і брат. | 9 липня 2018    | Загинув у Краматорську внаслідок нещасного випадку. Похований в с. Верхній Лужок. |
| 3998      |                  | Україна                                              | 20 років. Військовослужбовець (підрозділ не уточнено). | 9 липня 2018    | За повідомленням газети «Знам'я індустрії» з посиланням на джерела в поліції, вчинив самогубство на території військової частини у м. Костянтинівка, вистріливши собі в рот з автомата після телефонної розмови з членами сім'ї. Подію розслідує військова прокуратура. |
| 3999      |                  | Губенко Володимир Сергійович                         | 1 липня 1963, 55 років, Щасливе (Олешківський район) Херсонська область. Сержант, водій 59 ОМПБр. У бригаді — з 13.03.2017. Залишилась дружина, діти та онуки. | 10 липня 2018   | Помер в зоні ООС внаслідок серцевого нападу (у повідомленні зазначається, що 59 бригада базується в м. Щастя на Луганщині). Поховання, попередньо, 13 липня в с. Щасливому. |
| 4000      |                  | Мельник Іван Іванович                                | 10 березня 1978, Хмельницький. Командир відділення 14 ОМБр. Понад рік проходив службу за мобілізацією у Нацгвардії. Повернувшись додому, згодом підписав контракт із ЗСУ. Останнім часом виконував завдання поблизу с. Катеринівка (Попаснянський район). Залишились мати і брат. | 17 липня 2018   | Загинув близько 8:00 на блокпосту внаслідок ведення противником зосередженого вогню в районі поселення Золоте-4, що входить до м. Золоте у Попаснянському районі. Похований на кладовищі Хмельницького у мікрорайоні Ракове, на Алеї Слави. |
| 4001      |                  | Огороднік Сергій Олександрович                       | 14 серпня 1985, Малин Житомирська область. Військовослужбовець 14 ОМБр. На фронті з початку війни, з 12.01.2014 по 03.04.2015 проходив службу у 30 ОМБр, за бойові заслуги 26.07.2014 був нагороджений орденом. Залишились мати і сестра. | 19 липня 2018   | Загинув у ніч з 19 на 20 липня в зоні ООС під час чергування на блокпосту (місце й обставини не уточнено). Похований на старому Городищанському кладовищі Малина. Прим., за даними Прес-центру Міноборони за добу бойових втрат немає. |
| 4002      |                  | Поліщук Валерій Сергійович                           | 17 червня 1970, Шабастівка Монастирищенський район Черкаська область. Старшина, командир кулеметного відділення 12 ОМПБ «Київ» 72 ОМБр. 12.12.2017 вступив на військову службу за контрактом. Залишились мати, дружина та діти. | 22 липня 2018   | Потонув у водоймі м. Бахмут, 24 липня тіло було знайдено водолазами. Проводиться слідство. Похований у Шабастівці. |
| 4003      |                  | Безсмертний Артур Анатолійович («Латиш», «Ронін»)    | 12 жовтня 1984, Лієпая Латвія. Солдат 72 ОМБр. Батько — українець, з Царичанського району. Артур 3 роки відслужив у Латвійській армії. 2015, приїхавши провідати могилу батька, залишився в Україні і став на її захист від російської збройної агресії. Воював у складі ДУК ПС, — 5 окремий батальйон та окрема тактична група розвідки. З часом разом із побратимами з «вовків» ДУК вступив на контрактну службу в 54 ОМБр, 1-й батальйон, був переведений до взводу снайперів. Пройшов бої на Світлодарській дузі 2016—2017, брав участь у штурмі «Чарівного лісу». В травні 2018 перейшов до 72-ї бригади. В Латвії залишились мати і син. | 26 липня 2018   | Дістав смертельне поранення внаслідок спрацювання вибухового пристрою поблизу с-ща Новолуганське (Світлодарська дуга), під час ворожого обстрілу, в ході переміщення підрозділу на іншу позицію. Похований в с. Прядівка на Дніпропетровщині, біля могили батька. |
| 4004      |                  | Войтенко Іван В'ячеславович («Дядя Ваня»)            | 22 січня 1974, Вільна Тарасівка Білоцерківський район Київська область. Мешкав у м. Біла Церква. Старший прапорщик, командир інженерно-саперного взводу — старшина інженерно-саперної роти інженерно-саперного батальйону 72 ОМБр. Закінчив профтехучилище № 15 в Білій Церкві. Після строкової служби у 1994 продовжив надстрокову службу на посаді командира відділення взводу зв'язку інженерно-саперного батальйону 72-ї механізованої дивізії. Після навчання у роті прапорщиків в Кам'янці-Подільському був призначений старшиною роти інженерно-саперного батальйону 72 ОМБр. На війні з 2014, пройшов бої за Савур-Могилу, виходив з Ізваринського котла, боронив Волноваху та Авдіївку. Залишились дружина, донька та син, — курсант Львівської військової академії ім. Сагайдачного.                                                        | 27 липня 2018   | Загинув на Світлодарському напрямку, в районі с-ща Новолуганське, внаслідок підриву в ході проведення інженерної розвідки на лінії зіткнення. Командир залишився прикривати відхід групи, яка зняла кілька ворожих мін. Виходячи останнім, коли бійці вже дісталися своїх позицій, підірвався на фугасі. Похований на Алеї Слави на кладовищі «Сухий Яр» м. Біла Церква. |
| 4005      |                  | Ремезас Дмитро Олегович                              | 25 грудня 1986, Власівка (підпорядковане міській раді Світловодська) Кіровоградська область. Старший сержант, командир гармати самохідно-артилерійської батареї 72 ОМБр. Працював в Об'єднанні «Дніпроенергобутпром». Пройшов службу за мобілізацією, 2016 підписав контракт. Боронив Авдіївку. Наприкінці червня 2018 закінчив Коледж КрНУ за спеціальністю «Зварювальне виробництво», захистив диплом техніка-технолога під час відпустки, 10 липня повернувся до місця служби. Залишилась дружина та неповнолітній син. | 27 липня 2018   | Загинув пізно ввечері у зоні ООС в Донецькій області, проводиться слідство. Похований в с-щі Власівка. За повідомленням Військової прокуратури об'єднаних сил, 27.07.2018 о 18:10 в м. Соледар (Бахмутський район), під час конфлікту ст. солдат К. вистрілив з автомата АКС-74 в старшого сержанта Р. Від отриманого наскрізного поранення у нижню щелепу старший сержант Р. помер на місці. |
| 4006      |                  | Дженжера Юрій Миколайович                            | 2 грудня 1981, Запоріжжя. Старший солдат, командир бойової машини механізованого відділення 1-го взводу 1-ї роти 1-го механізованого батальйону 53 ОМБр. Закінчив ПТУ № 5 м. Запоріжжя за спеціальністю «кухар-офіціант», 2004 закінчив Дніпропетровський індустріальний технікум. Працював у ПАТ «ЗАЗ» і ТОВ «МетПромСервіс». 29.01.2016 вступив на військову службу за контрактом. Залишилась дружина та донька. | 28 липня 2018   | Близько 10:00 ДРГ противника здійснила спробу захопити одну з позицій поблизу с. Кримське (Новоайдарський район). Бійці передового спостережного пункту прийняли нерівний бій та утримали позицію до підходу резерву, двоє захисників загинули від кульових поранень, ще двоє дістали поранення середньої тяжкості. Похований на Осипенківському кладовищі Запоріжжя. |
| 4007      |                  | Плотніков Василь Васильович                          | 21 серпня 1992, Новомилорадівка Криничанський район Дніпропетровська область. Мешкав у с. Кислівка (Куп'янський район) Харківська область. Солдат, стрілець-помічник гранатометника 1-го взводу 1-ї роти 1-го механізованого батальйону 53 ОМБр. Старший син у багатодітній родині. Після строкової служби (2012—2013) працював в м. Рубіжне на Луганщині начальником відділу охорони на картонно-тарному комбінаті. З 2017 — різноробом у Харківському танковому інституті. 21.02.2018 вступив на військову службу за контрактом, останні 2 місяці перебував на фронті. Залишились батьки та п'ятеро братів і сестер. | 28 липня 2018   | Близько 10:00 ДРГ противника здійснила спробу захопити одну з позицій поблизу с. Кримське (Новоайдарський район). Бійці передового спостережного пункту прийняли нерівний бій та утримали позицію до підходу резерву, двоє захисників загинули від кульових поранень, ще двоє дістали поранення середньої тяжкості. Похований у Кислівці. |
| 4008      |                  | Ярош Ігор Юрійович                                   | 2 серпня 1974, Краснопілля (Коропський район) Чернігівська область. Капітан, військовослужбовець 92 ОМБр. Виріс у родині військовослужбовця, батько — підполковник у відставці, після закінчення служби лишився у Бєлгороді (РФ). Ігор закінчив військове училище. Під час війни тричі був в зоні АТО/ООС, переведений у 92-гу бригаду, де проходив службу за контрактом. Розлучений, в РФ залишились батько та донька. | 28 липня 2018   | Трагічно загинув у с. Зелене Поле (Костянтинівський район), обставини не уточнено. Похований в с. Краснопілля. |
| 4009      |                  | Андрощук Анатолій Володимирович                      | 31 березня 1977, Шепетівка Хмельницька область. Прапорщик, військовослужбовець 24 ОМБр. Закінчив Шепетівський технікум бухгалтерського обліку. Проходив службу в 12-му військовому містечку (11 ЗРП, в/ч А3730), працював у Шепетівській виправній колонії № 98. У вересні 2017 вступив на військову службу за контрактом, з 13.01.2018 перебував на фронті. Залишились батьки. | 29 липня 2018   | Трагічно загинув від кульового поранення у груди в районі м. Торецька. Похований у Шепетівці. Прим. За повідомленням ДеПо.Донбас з посиланням на «зведення Кабміну» (?), о 06:20, в закинутому будинку у м. Залізне (підпорядковане Торецькій міськраді) між військовослужбовцями сталася стрілянина, Андрощук здійснив декілька пострілів з АК у бік військовослужбовців частини, але був вбитий співслужбовцем з автомата АК. 04.03.2021, вироком Дружківського міського суду Донецької області, вбивцю визнано винним та засуджено за п. 8 ч. 2 ст. 115 та ч. 3 ст. 405 КК України до 15 років позбавлення волі. |
| 4010      |                  | Блінчук Богдан Володимирович                         | 29 серпня 1983, Кам'янець-Подільський Хмельницька область. Старший солдат, водій-машиніст екскаватора інженерно-дорожнього відділення інженерно-технічного взводу інженерно-технічної роти 309-го окремого інженерного батальйону (в/ч А2300, м. Самбір) 48-ї інженерної бригади. В бригаді з 2016 року, учасник бойових дій. Залишилась донька. | 29 липня 2018   | Про смерть військовослужбовця в зоні бойових дій повідомили у міській раді, місце й обставини не уточнено. За повідомленням у соцмережі, помер від серцевого нападу. Похований в Кам'янці-Подільському на Алеї Слави міського кладовища. |
| Серпень   |                  |                                                      | |                 | |
| 4011      |                  | Худолей Олександр Сергійович («Алекс»)               | 4 серпня 1979, Лисичанськ Луганська область. Мешкав у м. Біла Церква Київська область. Механік-водій (БМП) 7-ї «шаленої» роти 3-го механізованого батальйону 72 ОМБр. На фронті з 2015, після служби за мобілізацією підписав контракт. Залишились батьки в Лисичанську, дружина у Білій Церкві. | 3 серпня 2018   | Вбитий увечері напередодні свого дня народження в Лисичанську, куди приїхав у відпустку до батьків. Знайдений батьком о 6:30 на власній присадибній ділянці з двома ножовими пораненнями у спину і численними тілесними ушкодженнями. Поліція затримала трьох підозрюваних місцевих мешканців: 49-ти та 51-річного чоловіків і 53-річну жінку, з якими в Олександра виник конфлікт, що переріс у бійку. Похований в Білій Церкві. |
| 4012      |                  | Балог Федір Калманович («Одеса»)                     | 10 травня 1973, Вишково Хустський район Закарпатська область. З дитинства мешкав у с. Парасковія (Кегичівський район) Харківська область. Сержант, навідник-оператор 3 механізованого відділення 2 механізованого взводу 3 механізованої роти 1 мехбатальйону 92 ОМБр. З родиною переїхав на Кегичівщину, де закінчив школу. Навчався у Кегичівському ПТУ № 60. Працював в сільському господарстві. У серпні 2014 мобілізований як доброволець до 92 ОМБр, брав участь у спробі деблокування військ в Іловайську, потім виконував завдання у м. Щастя. Проходив службу на посадах механіка-водія на броньованому тягачі БТС-5, командира відділення. 30.05.2018 підписав черговий контракт. Залишились дружина та троє дітей: двоє синів і донька (молодшому синові 10 років).                                                                        | 4 серпня 2018   | Загинув близько 19:00 від смертельного кульового поранення в ході вогневого зіткнення в районі м. Авдіївка, під час несення бойового чергування на ВОП. У повідомленні Кегичівської РДА зазначено, що Федір загинув поблизу с. Яковлівка (окуповане село в Ясинуватському районі?). Після прощання на території військової частини у Башкирівці похований в с. Парасковія. |
| 4013      |                  | Кандалюк Віктор Вікторович                           | 9 серпня 1983, Южне Одеська область. Старший солдат, навідник-оператор 28 ОМБр. Працював електрогазозварником в порту «Южний». Залишились батьки та неповнолітній син. | 8 серпня 2018   | Загинув від кулі снайпера на спостережному пункті в районі м. Мар'їнка, — вранці під час ворожого обстрілу Віктор впав, кілька годин до нього не можна було дістатись через снайперський вогонь. В штабі бригади уточнили, що за результатами розтину боєць загинув від кулі калібру 7,62 мм, яка вразила легеню, серце не витримало больового шоку (раніше повідомляли, що у солдата стався серцевий напад, — коли тіло витягли з позиції, одразу не помітили поранення під пахвою). Похований в Южному. Прим. 28 ОМБр виконує завдання в районі Мар'їнки та Красногорівки. |
| 4014      |                  | Єлістратов Андрій Юрійович                           | 23 жовтня 1991, Рига Латвія. З 1994 мешкав у м. Луцьк Волинська область. Старший солдат, старший розвідник 14 ОМБр. В дитинстві з родиною переїхав до Луцька. Закінчив Волинський коледж НУХТ. Працював бухгалтером в сфері ІТ. З 2010 до 2013 проходив військову службу за контрактом у 30 ОМБр. 09.04.2014 був призваний за мобілізацією. 28.07.2014 зазнав поранення на фронті, у 2015 демобілізований. В березні 2016 підписав контракт з 14 ОМБр. Неодружений, залишилась мати. | 8 серпня 2018   | Загинув близько 17:30 у районі м. Золоте в результаті обстрілу автомобіля з ПТРК (ВАЗ-2101, який був переданий у частину волонтерами). Військовослужбовці зупинилися, щоб допомогти пасажирам цивільного автомобіля, який стояв посеред дороги. У цей час бойовики з боку окупованого с-ща Молодіжне обстріляли військовий і цивільний автомобілі. Від вибуху ракети Андрій загинув на місці, ще один боєць дістав поранення. Також було поранено мешканку Катеринівки, яка проходила поруч. Похований на міському кладовищі Луцька у селі Гаразджа на Алеї почесних поховань. |
| 4015      |                  | Український Дмитро Михайлович («Шубін»)              | 3 листопада 1979, Хрестівка (колишнє Кіровське) Донецька область. Останнім часом мешкав у Лисичанську. Молодший сержант, командир відділення штабних машин взводу управління розвідувальної роти 24 ОМБр. 06.08.2014 добровольцем пішов на фронт в складі БПСМОП «Луганськ-1», виконував завдання в районі Сєвєродонецька, Дебальцевого, Щастя, Кримського, сержант 3-го взводу роти ПСПОП. З 2017 проходив службу за контрактом у ЗСУ. Залишилась дружина в Лисичанську (одружився за тиждень до загибелі). | 8 серпня 2018   | Загинув у бою поблизу Майорська (на північ від окупованої Горлівки), прикриваючи розвідгрупу в «сірій зоні». Дмитро, як командир групи прикриття, повідомив про засідку і разом із 19-річним бійцем вступив у бій з переважаючими силами противника. Переконавшись, що основна група вийшла з району виконання завдання, дав наказ товаришу на відхід. Після цього зв'язок із ним було втрачено, пошуки не дали результатів. В подальшому було встановлено, що Дмитро загинув, тіло забрали бойовики, — побратими упізнали його за татуюванням на фото. 10 серпня тіло воїна передане українській стороні. Похований 15 серпня в Лисичанську.                                                                                    |
| 4016      |                  | Цепух Сергій Михайлович                              | 3 квітня 1992, Видерта Камінь-Каширський район Волинська область. Старший сержант, фельдшер медичного пункту 3-го механізованого батальйону 28 ОМБр. Закінчив Рівненський державний базовий медичний коледж за фахом фельдшера. Восени 2012 призваний на військову строкову службу. 2014 добровольцем прийшов до військкомату, вступив на військову службу за контрактом у Нацгвардії, — санінструктор 1-го полку охорони ОВДО, в/ч 3021, м. Дніпро. З 2017-го працював медиком у військовому госпіталі м. Дніпро. У квітні 2018 продовжив службу за контрактом в ЗСУ, — головний сержант взводу охорони 196-го Центру управління та оповіщення Повітряного командування «Схід». З середини червня був залучений до операції Об'єднаних сил в Донецькій області у складі 28 ОМБр. Неодружений, залишились батьки і брат.                              | 9 серпня 2018   | Загинув від кулі снайпера на околиці м. Мар'їнка, під час чергування на спостережному пункті, — близько 20:00 куля влучила в обличчя, поранення було несумісне з життям. Після прощання в ЦУО ПвК «Схід» у Дніпрі та в Луцьку похований в с. Видерта. |
| 4017      |                  | Буланов Олександр Іванович                           | 27 червня 1976, Коржове Сватівський район Луганська область. Мешкав у м. Сватове. Солдат, лінійний наглядач лінійно-кабельної групи зв'язку інформаційно-телекомунікаційного вузла зв'язку. Закінчив Луганський сільськогосподарський інститут, економічний факультет. Тривалий час працював головним державним податковим інспектором у Сватівській ОДПІ ГУ ДФС у Луганській області. 28.10.2017 вступив на військову службу за контрактом. 20.02.2018 прибув до своєї військової частини, останнє місце служби — місто Часів Яр (Бахмутський район), виконував завдання в зоні бойових дій. Залишились батьки, брат, дружина та двоє синів. | 11 серпня 2018  | Помер в зоні ООС від серцевого нападу. Похований на центральному цвинтарі м. Сватове. |
| 4018      |                  | Яровий Михайло Михайлович                            | 19 вересня 1977, Кропивницький. Солдат, гранатометник 2-го відділення 3-го взводу 9-ї роти 3-го механізованого батальйону 28 ОМБр. Закінчив ВПТУ № 4 за спеціальність слюсаря-ремонтника 3-го розряду. Працював на заводі «Червона зірка», на підприємстві «Креатив» та інших приватних підприємствах Кропивницького. 19.04.2018 призваний на військову службу, після навчання в 169 НЦ «Десна», 03.07.2018 підписав контракт і прибув до 28 ОМБр. Залишилися мати, цивільна дружина і маленька дитина. | 13 серпня 2018  | Загинув о 19:50 від множинних осколкових поранень в результаті підриву на міні в районі м. Мар'їнка, коли під час переміщення на спостережному посту почув постріл і пішов перевірити. Похований на Почесній Алеї Рівнянського кладовища м. Кропивницького. |
| 4019      |                  | Балахчі Федір Федорович                              | 27 листопада 1972, Сартана (підпорядковане м. Маріуполь) Донецька область. Старший матрос, водій 1-го гранатометного відділення взводу вогневої підтримки 2-ї роти морської піхоти 503 ОБМП 36 ОБрМП. До війни працював водієм. На фронті — з 2014, служив у підрозділі ДПСУ, а у 2016 вступив на військову службу за контрактом до ЗС України. Залишились батьки, дружина, двоє дорослих дітей та внук. | 14 серпня 2018  | Загинув близько 19:00 на Маріупольському напрямку, поблизу с. Гнутове, в результаті масованого обстрілу противником з гармат калібру 122 мм та мінометів. Федір мився у саморобному душі, коли раптом почався обстріл, він загинув на місці, ще троє військовослужбовців дістали осколкових поранень, серед них 20-річна дівчина-зв'язківець, теж з Маріуполя. Похований у Маріуполі. |
| 4020      |                  | Крищук Василь Юрійович                               | 26 березня 1982, Володимир-Волинський Волинська область. Старший солдат 3-го механізованого батальйону 14 ОМБр. 1999 закінчив Володимир-Волинське ВПУ, за фахом був будівельником. Під час військової служби брав участь у миротворчій місії в Іраку. Активіст ВО «Свобода». Учасник Революції Гідності. На фронт пішов добровольцем у липні 2014 в складі БПСМОП «Січ», позивний «Скіт». В осені 2017 вступив на військову службу за контрактом в ЗСУ. Залишилися мати, дружина та двоє синів, 7 і 4 років. | 18 серпня 2018  | Загинув близько 8:00 під час обстрілу спостережного посту в районі поселення Золоте-4, що входить до м. Золоте Попаснянського району, — командир спостережного пункту Крищук першим прийняв бій з ДРГ противника, що діяла під прикриттям вогню з автоматичних гранатометів, загинув від кулі в серце, яка увійшла збоку від бронежилета, ще один боєць дістав поранення. Похований у Володимирі-Волинському на міському Федорівському кладовищі. |
| 4021      |                  | Бондаренко Владислав Олексійович («Прокурор»)        | 2 травня 1997, Комишувате (Мангушський район) Донецька область. Сержант, командир кулеметного відділення 1-го механізованого батальйону 92 ОМБр. У 2015—2016 працював в «АТБ-Маркет» у Маріуполі адміністратором торгового залу. З 19 років (з 2016) — на військовій службі в 92-ій бригаді, боронив Красногорівку, Авдіївку. Залишились батьки і вагітна наречена. | 18 серпня 2018  | Загинув пізно ввечері від кулі снайпера під час нічного чергування в районі м. Авдіївка, — почувши постріли, вийшов з бліндажа перевірити і лише подивився в тепловізор, як снайпер поцілив йому у голову. Похований в с. Комишувате. |
| 4022      |                  | Кремез Олег Михайлович («Ватсон»)                    | 29 червня 1960, 58 років, Житомирська область. Мешкав в смт Великий Любінь Городоцький район (Львівська область) та у м. Львів. Старший лейтенант медичної служби, начальник медичного пункту 1 БОП ОЗСП НГУ «Азов». Лікар-кардіолог. 1987 закінчив Івано-Франківський медичний інститут. У 1989—1990 працював лікарем бригади «швидкої допомоги» у Житомирі, з 1990 по 2006 — у ЗАТ «Укрпрофоздоровниця» ДП «Санаторій Любінь Великий» на Львівщині, завідувач кардіологічного відділення. Учасник Революції Гідності. На фронті з липня 2015, доброволець, чергував у медпункті, брав участь у бойових виїздах. Залишились дружина, син, внучка. | 18 серпня 2018  | Трагічно загинув поблизу бази відпочинку «Машинобудівельник» в с. Юр'ївка (Мангушський район), — тіло виявили у морі близько 13:00 19 серпня, неподалік було знайдене тіло 55-річної жінки. В полку «Азов» повідомили, що Олег загинув, рятуючи жінку, яка тонула. 22 серпня з медиком попрощались на базі «Азову». Похований у Львові на Личаківському цвинтарі, на Полі почесних поховань № 76. |
| 4023      |                  | Бурмич Анатолій Олексійович                          | 30 січня 1971, Полісся Овруцький район Житомирська область. Мешкав у м. Кременчук. Старшина, командир бойової машини — командир відділення 8-ї механізованої роти 3-го механізованого батальйону 72 ОМБр. 1989 закінчив Кременчуцьке ПТУ № 11 за фахом лицювальника-плиточника, з того часу мешкав у Кременчуці. Після строкової служби працював будівельником на заводі «Кредмаш» та різних підприємствах міста. У 2015—2016 проходив службу за мобілізацією, після того працював за фахом. У березні 2018 підписав контракт. Залишилася повнолітня дочка і дві сестри. | 21 серпня 2018  | Помер уві сні, попередньо через відрив тромбу, після повернення з бойового чергування в зоні проведення ООС. Похований на Свіштовському кладовищі Кременчука, у секторі Героїв АТО. Прим. Підрозділи 72 ОМБр виконують завдання на Світлодарській дузі. |
| 4024      |                  | Ольховський Георгій Сергійович («Ольха»)             | 8 січня 1989, Зарічне (Сімферопольський район) Кримська область УРСР (нині — АР Крим, окупована російськими військами з 2014). Мешканець м. Луцьк Волинська область. Старший лейтенант, командир гірсько-штурмової роти 15 ОГПБ 128 ОГШБр. Після завершення 8 класів середньої школи № 40 міста Сімферополь навчався у військовому ліцеї в місті Алушта. Потому проходив строкову військову службу у 73 МЦ в Очакові. Випускник НАСВ імені П. Сагайдачного 2014 року. На фронті — з 2014: Дебальцеве, Станиця Луганська, Шахта Бутівка, Старогнатівка. Залишилися дружина та однорічний син. 23.08.2018, у день своєї смерті, нагороджений орденом (посмертно). | 23 серпня 2018  | Загинув від кулі снайпера близько 2:00 під час ворожого обстрілу зі стрілецької зброї та великокаліберних кулеметів опорного пункту поблизу с. Старогнатівка Волноваського району. Похований на міському кладовищі Луцька у селі Гаразджа, на Алеї почесних поховань. |
| 4025      |                  | Найда Мар'ян Володимирович («Нейтон»)                | 13 квітня 1997, Львів. Старший солдат, командир бойової машини — командир відділення 2-го штурмового відділення 1-го взводу 2-ї штурмової роти 24 ОШБ «Айдар» 53 ОМБр. Закінчив ЛНВК «Провесінь», продовжив навчання у Львівському автомобільно-дорожньому коледжі та Технічному коледжі НУ «Львівська політехніка». У 18 років пішов на фронт, з 25.08.2015 до 19.09.2016 служив стрільцем-санітаром у 1-ій роті БСП «Донбас» Нацгвардії, пройшов бої за Широкине. 13.02.2017 підписав контракт із ЗСУ. Залишились мати і молодший брат. | 23 серпня 2018  | Загинув від кульового поранення в ході 4-годинного бою, який почався о 5:50 поблизу с. Кримське (Новоайдарський район). Противник зі східної околиці Жолобка, під прикриттям артилерії та мінометного вогню, наблизився до передових позицій бригади та здійснив спробу захоплення спостережних постів. Для відсічі нападу застосовано резерви та нанесено вогневе ураження, внаслідок чого атаку противника вздовж Бахмутської траси було відбито. У бою загинули четверо українських захисників, ще 7 зазнали поранень. Старший солдат Найда загинув в ході висування резерву на правому фланзі батальйону, прикривши собою пораненого товариша. Похований у Львові на Личаківському цвинтарі, на Полі почесних поховань № 76. |
| 4026      |                  | Проценко Тарас Станіславович («Тарік»)               | 15 червня 1976, Лисянка Черкаська область. Мешкав у Києві. Солдат, заступник командира бойової машини — командир відділення (посада потребує уточнення) 2-го відділення 3-го взводу 2-ї штурмової роти 24 ОШБ «Айдар» 53 ОМБр. Випускник КНУ ім. Шевченка (1996, прикладна механіка). У 2014 добровольцем пішов на фронт, 20.04.2018 підписав контракт. На початку серпня 2018 повернувся на передову після поранення та реабілітації. Залишились батьки, дружина та дві доньки. | 23 серпня 2018  | Загинув від осколкового поранення в ході 4-годинного бою, який почався о 5:50 поблизу с. Кримське (Новоайдарський район). Противник зі східної околиці Жолобка, під прикриттям артилерії та мінометного вогню, наблизився до передових позицій бригади та здійснив спробу захоплення спостережних постів. Для відсічі нападу застосовано резерви та нанесено вогневе ураження, внаслідок чого атаку противника вздовж Бахмутської траси було відбито. Похований в смт Лисянка. |
| 4027      |                  | Щербанюк Михайло Миколайович                         | 25 листопада 1989, Бережани (Калинівський район) Вінницька область. Старший солдат, старший стрілець 3-го штурмового відділення 3-го штурмового взводу 2-ї штурмової роти 24 ОШБ «Айдар» 53 ОМБр. 04.11.2017 вступив на військову службу за контрактом. Був останньою дитиною у батьків, — кілька років тому померла його сестра. | 23 серпня 2018  | Загинув від осколкового поранення в ході 4-годинного бою, який почався о 5:50 поблизу с. Кримське (Новоайдарський район). Противник зі східної околиці Жолобка, під прикриттям артилерії та мінометного вогню, наблизився до передових позицій бригади та здійснив спробу захоплення спостережних постів. Для відсічі нападу застосовано резерви та нанесено вогневе ураження, внаслідок чого атаку противника вздовж Бахмутської траси було відбито. Похований в с. Бережани. |
| 4028      |                  | Чирва Андрій Олександрович                           | 27 жовтня 1972, Мирноград Донецька область. Мешкав у м. Покровськ Донецька область. Старший солдат, механік-водій 2-го відділення 1-го взводу 2-ї штурмової роти 24 ОШБ «Айдар» 53 ОМБр. Приватний підприємець. Від початку війни займався волонтерством, ремонтував фронтові машини, у 2015 сам пішов на фронт. 15.02.2017 вступив на військову службу за контрактом. Залишились мати і дружина. | 23 серпня 2018  | Загинув від осколкового поранення в ході 4-годинного бою, який почався о 5:50 поблизу с. Кримське (Новоайдарський район). Противник зі східної околиці Жолобка, під прикриттям артилерії та мінометного вогню, наблизився до передових позицій бригади та здійснив спробу захоплення спостережних постів. Для відсічі нападу застосовано резерви та нанесено вогневе ураження, внаслідок чого атаку противника вздовж Бахмутської траси було відбито. Похований у Покровську, на Алеї почесних поховань. |
| 4029      |                  | Нечитайло Василь Володимирович                       | 13 травня 1966, 52 роки, Новомиколаївка (Вітовський район) Миколаївська область. Сержант, командир відділення 28 ОМБр. На війні з перших днів. Залишились дружина, троє дітей, — син і дві доньки, та онуки. | 23 серпня 2018  | Загинув в районі м. Красногорівка від несумісних з життям осколкових поранень внаслідок обстрілу з ПТРК водовозу ЗІЛ-131, на якому доставляв технічну воду на ВОП. Дорога йде вздовж лінії фронту, водовоз був обстріляний на зворотньому шляху, на тій ділянці, де дорога не прикрита лісосмугою. Ще один боєць дістав тяжкі осколкові поранення, йому відірвало ногу. Бійці з ближнього спостережного пункту під обстрілами евакуювали пораненого, а загиблого змогли витягти лише увечері. Похований у Новомиколаївці. |
| 4030      |                  | Д'яконов Станіслав Васильович                        | 24 березня 1985, Червоне (Білопільський район) Сумська область. З 2001 мешкав у с. Сергіївка (Білопільський район). Старший солдат, навідник кулеметного відділення протитанково-кулеметного взводу 2-ї роти 15 ОМПБ «Суми» 58 ОМПБр. В мирному житті був будівельником. З лютого 2015 по квітень 2016 проходив службу за мобілізацією в зоні АТО, 13 ОАеМБ 95 ОДШБр. 14.11.2016 підписав контракт. Залишилась мати і двоє братів. | 24 серпня 2018  | Загинув від кулі снайпера в районі смт Південне на Горлівському напрямку, — до пораненого бійця протягом години не могли дістатись через обстріли, о 15:40 в нього поцілив ворожий снайпер. Похований в с. Сергіївка. |
| 4031      |                  | Федотов Геннадій Отарович                            | 24 лютого 1981, мешканець м. Києва (Дніпровський район міста). Військовослужбовець 72 ОМБр. На фронт пішов у 2015 (5-та хвиля мобілізації), воював у складі 2 батальйону 95 ОДШБр, учасник боїв за Авдіївку. В квітні 2018 підписав контракт з 72 ОМБр. Залишилась дружина та 8-річна донька. | 26 серпня 2018  | Загинув під час виконання службового обов'язку в зоні ООС, за попередньою інформацією, — не витримало серце. Похований на Лісовому кладовищі Києва. З коментарів у соцмережі: «25.08.18 сповістили дружину, що він поранений і відправили в Дніпропетровськ в госпіталь, а через пару-тройку часов після смерті, сказали, що при надіванні броніка відірвався тромб! |
| 4032      |                  | Левченко Сергій Валерійович                          | 15 вересня 1987, Сєвєродонецьк Луганська область. Солдат, командир бойової машини 1-ї механізованої роти механізованого батальйону 53 ОМБр. Закінчив Сєвєродонецький професійний ліцей, працював на заводі залізобетонних виробів. Після навчання в 169 НЦ «Десна», проходив військову службу за контрактом протягом майже двох років. Залишилися батьки, дружина та двоє дітей 2009 і 2014 р.н. | 26 серпня 2018  | Загинув поблизу с. Кримське (Новоайдарський район) внаслідок підриву на міні. Як повідомили у бригаді, на Луганському напрямку, через необережність військовослужбовця стався підрив мінно-вибухового пристрою на опорному пункті, в результаті чого два військовослужбовця загинули від осколкових поранень, що несумісні з життям, ще один зазнав травмування. Проводиться службове розслідування. Похований на кладовищі с-ща Павлоград Сєвєродонецької міськради. |
| 4033      |                  | Бережанський Олександр Сергійович («Берія»)          | 20 січня 1976, Ланцеве Більмацький район Запорізька область. Старший солдат, військовослужбовець механізованого батальйону 53 ОМБр. | 26 серпня 2018  | Загинув поблизу с. Кримське (Новоайдарський район) внаслідок підриву мінно-вибухового пристрою. Як повідомили у бригаді, на Луганському напрямку, через необережність військовослужбовця стався підрив мінно-вибухового пристрою на опорному пункті, в результаті чого два військовослужбовця загинули від осколкових поранень, що несумісні з життям, ще один зазнав травмування. Проводиться службове розслідування. Похований в с. Ланцеве. |
| 4034      |                  | Біланинець Ярослав Леонідович                        | 12 березня 1996, Нижній Студений Міжгірський район Закарпатська область. Мешкав у м. Ужгород. Слідчий Слідчого відділу Ужгородського ВП ГУНП в Закарпатській області. Займався спортом, 2011-го брав участь в обласному чемпіонаті з легкоатлетичного кросу у складі збірної Міжгірського району. Служив у поліції з початку 2017. Залишились батьки. | 29 серпня 2018  | Помер внаслідок хвороби під час несення служби в м. Бахмут. |
| Вересень  |                  |                                                      | |                 | |
| 4035      |                  | Бєляєв Іван Олександрович                            | 21 березня 1986, Харків. Старший солдат, старший розвідник-радіотелефоніст 2-го відділення 3-го взводу 1-ї роти 54 ОРБ. Здобув фах кухаря у профтехучилищі. Строкову службу проходив у ВСП, Київ. Працював кухарем в одному з ресторанів Харкова. Любив екстрім, автівки, займався парашутним спортом, захоплювався зброєю. У часи Революції Гідності брав активну участь у Самообороні Харкова. Був активістом харківської ГО «Взаємодія». У березні 2017 вступив на військову службу за контрактом. Залишились мати і брат. | 1 вересня 2018  | Загинув внаслідок підриву на невідомому вибуховому пристрої під час проведення інженерних робіт із фортифікаційного обладнання спостережного посту на Світлодарському напрямку, ще один військовий, старший спостережного посту, дістав поранення. Похований на Алеї Героїв 18-го кладовища Харкова. |
| 4036      |                  | Урбанський Дмитро Андрійович                         | 2 листопада 1998, 19 років, Славське Сколівський район Львівська область. Військовослужбовець 128 ОГШБр. 25.05.2018 був призваний до 184 НЦ, Старичі. За словами знайомих, хлопець вирішив іти добровольцем на передову після того, як його звільнили зі строкової служби, та матері не сказав, вона думала, що син їде до Закарпаття у військову частину. Залишились мати і сестра. | 1 вересня 2018  | За повідомленням ЛОДА, загинув у Калиновому Донецької області (обставини не уточнено). Похований в смт Славське, на почесному місці поховань поблизу церкви. |
| 4037      |                  | Шипа Олександр Анатолійович                          | 17 червня 1984, Верхівка (Барський район) Вінницька область. Мешкав у м. Бар. Капітан, начальник речової служби 59 ОМПБр. Закінчив Барське профтехучилище та Академію ВВ МВС України у Харкові. 2007—2012 служив командиром господарчого взводу роти МТЗ в/ч 3066 ВВ МВС. У квітні 2017 підписав контракт із ЗСУ. Залишились мати, дружина та 4-річний син. | 3 вересня 2018  | Помер близько 2:00, у розташуванні військової частини в смт Новоайдар, попередньо, внаслідок гострої серцевої недостатності. Після прощання у м. Бар похований в с. Верхівка. |
| 4038      |                  | Зубрицький Сергій Антонович (Нагорний) («Полковник») | 1972, Старосілля (Маневицький район) Волинська область. Старшина, командир бойової машини 14 ОМБр. Проходив військову службу за контрактом з 2015, протягом двох років виконував завдання в зоні АТО/ООС на посадах старшини батальйону, командира БТР. Переніс два поранення і контузію. Залишилась мати. | 4 вересня 2018  | За іншими даними, 1 вересня. Помер від серцевого нападу під час несення служби в м. Попасна. Похований в с. Старосілля. |
| 4039      |                  | Авдієнко Максим Олександрович                        | 29 січня 1998, 20 років, Гірськ Сновський район Чернігівська область. Мешкав у Сновську. Старший матрос, номер розрахунку зенітно-артилерійського взводу роти вогневої підтримки 503 ОБМП 36 ОБрМП. 2016 закінчив Сновське ВПУ лісового господарства за фахом «озеленювач, лісник, єгер» і одразу ж пішов до військкомату. 27.07.2016 вступив на військову службу за контрактом, після підготовки у 184 НЦ в Старичах направлений до батальйону морської піхоти. 07.07.2018, під час відпустки, одружився, 2 серпня повернувся на передову. Залишились батьки, старший брат і дружина. | 5 вересня 2018  | Загинув від осколкового поранення, якого зазнав близько 18:45 у вогневому зіткненні з противником поблизу с. Водяне у Приазов'ї, в результаті обстрілу опорного пункту з протитанкових гранатометів. Граната розірвалась в окопі поряд з Максимом, осколок перебив сонну артерію. Пораненого матроса евакуювали, але рана була смертельною. Похований в с. Гірськ. |
| 4040      |                  | Віняр Василь Анатолійович                            | 4 січня 1979, Михайлівка (Ямпільський район) Вінницька область. Старший солдат, механік-водій 3-го механізованого відділення механізованої роти 10 ОМПБ «Полісся» 59 ОМПБр. Закінчив Комаргородське ПТУ за фахом тракториста. Після строкової служби працював трактористом у місцевому КСП «Маяк». Коли сільгосппідприємство було ліквідовано, почав їздити на заробітки за кордон. 27.02.2017 вступив на військову службу за контрактом, виконував завдання в районі Маріуполя та поблизу Луганська. Залишились мати, 19-річна донька та син 2014 р.н. | 7 вересня 2018  | Помер внаслідок захворювання серця під час несення служби в районі м. Щастя. Похований в с. Михайлівка. |
| 4041      |                  | Карпун Владислав Миколайович                         | 27 липня 1998, 20 років, Велика Рублівка Котелевський район Полтавська область. Старший солдат, стрілець зенітно-ракетного взводу 16 ОМПБ «Полтава» 58 ОМПБр. Щойно виповнилось 18, у серпні 2016 підписав контракт, проходив підготовку в 169 НЦ «Десна». Залишилися мати, сестра, дружина та син, якому менше року. | 8 вересня 2018  | 7 вересня, близько 13:30, в ході бою дістав вогнепальне проникаюче поранення грудної клітки внаслідок обстрілу опорного пункту на околиці смт Новгородське, що на Горлівському напрямку. Мобільна евакуаційна група батальйону надала пораненому першу медичну допомогу та доставила його до шпиталю, де військові лікарі протягом шести годин боролися за його життя, але вночі, близько 1:00, він помер. Похований в с. Велика Рублівка. |
| 4042 4043 |                  | Україна                                              | Військовослужбовці (підрозділ не уточнено). | 8 вересня 2018  | Згідно повідомлення Прес-центру Об'єднаних сил, близько 18:00 внаслідок ДТП у зоні проведення ООС загинули двоє військовослужбовців. Прим. У ДСНС повідомляли про ДТП з легковим автомобілем, що сталася 8 вересня близько 16:30 поблизу с. Малинівка (Покровський район, Донецька область), у якій загинули двоє людей та ще двоє травмовані (цивільні чи військові, — у повідомленні не уточнено). |
| 4044      |                  | Белінський Валентин Віталійович                      | 20 серпня 1965, 53 роки, Вінниця. Солдат, водій-санітар 9 ОМПБ «Вінниця» 59 ОМПБр. Закінчив Вінницький політехнічний інститут. Підприємець, займався перевезеннями. Під час Революції Гідності допомагав Майдан. У 2014 став волонтером, здійснив понад 150 гуманітарних поїздок на передову, засновник і керівник БФ «Служба волонтерської доставки», був нагороджений медаллю «За оборону рідної Держави», грамотою Вінницької міськради. У 2017 підписав контракт і сам пішов на фронт, зі своїм автомобілем Mercedes, який переобладнали на «швидку». Залишилась дружина, дорослі діти і маленька донька. | 10 вересня 2018 | Помер на передовій поблизу смт Станиця Луганська від гострої серцевої недостатності, — вранці поскаржився на здоров'я, приліг відпочити і не прокинувся. Похований у Вінниці, кладовище Підлісне, Алея Слави. |
| 4045      |                  | Платонов Сергій Вікторович («Ганс»)                  | 15 серпня 1980, Арциз Одеська область. Молодший сержант, командир гранатометного відділення взводу вогневої підтримки роти морської піхоти 503 ОБМП 36 ОБрМП. Виріс у родині військового, рано втратив батьків. На початку війни з 2014 служив у 3 ДШБ «Фенікс» 79 ОДШБр, коли бригада стояла на узбережжі під Маріуполем, фото «Ганса» потрапило на обкладинку газети «День» (№ 57, 2 квітня 2015, стаття Приборкати «Шторм»). За рік повернувся додому, а 2016 підписав контракт на службу у морській піхоті. Залишились дружина та троє дітей. | 10 вересня 2018 | Загинув від поранення у голову близько 18:15 в ході ведення бойових дій на Маріупольському напрямку, поблизу с. Водяне та окупованого с. Пікузи, — під час щільного вогню противника з мінометів та протитанкових гранатометів по позиціях українських захисників влучив протитанковий снаряд (з СПГ-9). Похований в Одесі. |
| 4046      |                  | Бугаєвський Ярослав Вікторович                       | 11 квітня 1998, 20 років, Шостка Сумська область. Молодший сержант, розвідник-номер обслуги 13 ОМПБ «Чернігів-1» 58 ОМПБр. Вихованець Шосткинського міського дитячо-юнацького клубу фізичної підготовки «Патріот», КМС, коричневий пояс з айкібу-до. Вступив до Шосткинського хіміко-технологічного коледжу. Не закінчивши навчання, розпочав військову службу за контрактом. Залишились мати і троє братів. | 12 вересня 2018 | 11 вересня дістав множинні осколкові поранення під час обстрілу поблизу Майорська, на Горлівському напрямку. Був своєчасно евакуйований, але поранення виявились несумісними з життям, вночі помер у лікувальному закладі. Похований на Лазаревському кладовищі Шостки. |
| 4047      |                  | Рубанський Федір Сергійович («Кокс»)                 | 18 квітня 1995, Казаклія Гагаузія Молдова. З дитинства мешкав у с. Рудниця Піщанський район Вінницька область. Молодший сержант, командир бойової машини — командир відділення 1-го взводу 2-ї роти 1-го мехбатальйону 72 ОМБр. Вчився на механіка-водія в профтехучилищі м. Кодима на Одещині. У січні 2016 вступив на військову службу за контрактом. Був гранатометником (СПГ-9) взводу вогневої підтримки, опанував техніку прямого пострілу з закритих вогневих позицій. Пройшов важкі бої в Авдіївці, зокрема, за опорний пункт «Алмаз-2» у січні 2017. У червні 2017 брав участь в міжнародних навчаннях у Старичах, після чого у складі кращого взводу поїхав на навчання до Боснії. Був нагороджений медалями «За військову службу Україні» та «Захиснику Вітчизни». Залишились мати, дві сестри і наречена. Посмертно нагороджений орденом. | 12 вересня 2018 | Помер у Головному військовому клінічному госпіталі, м. Київ, внаслідок тяжкого осколкового поранення, якого зазнав 25.06.2018 на Світлодарській дузі, в результаті обстрілу під час проведення інженерних робіт на позиції. Похований в смт Рудниця. |
| 4048      |                  | Матвієнко Микола                                     | 22 травня 1997, Кивачівка Теплицький район Вінницька область. Військовослужбовець 23 ОМПБ «Хортиця» 56 ОМПБр. У березні 2018 підписав контракт на військову службу. В зоні ООС ніс службу в с-щі Піски (Ясинуватський район) на блокпосту «Республіка». Залишилися мати, дві молодші сестри і брат. | 13 вересня 2018 | Дістав вогнепальне поранення у селі Первомайському у Донецької області. Поховання 16 вересня в с. Кивачівка. Побратими розповіли на похороні, що Микола був увечері з товаришем у селі Первомайському – поза місцем служби. Буцімто, він випадково чомусь вистрелив зі свого автомата у ногу друга. Далі злякався того, що сталось, відбіг та вистрелив собі у підборіддя теж зі свого автомата. За фактом смерті бійця слідчими Дружківського відділення поліції внесено відомості до Єдиного реєстру досудових розслідувань за ознаками кримінального правопорушення, передбаченого ч. 1 ст. 115 ККУ з позначкою «самогубство».                                                                                                |
| 4049      |                  | Слободян Олександр Іванович                          | 30 січня 1991, Ізяслав Хмельницька область. Капітан, командир гірсько-штурмового взводу 128 ОГШБр. Закінчив Національну академію внутрішніх справ (м. Київ), служив командиром навчального взводу Національної гвардії у м. Золочів Львівської області. Тричі був у зоні АТО/ООС, 2014 — в районі Дебальцевого, 2015 — Бахмута, 2018 — Волновахи. Залишились батьки, Олександр був єдиним сином. | 14 вересня 2018 | 13 вересня дістав вогнепальне поранення, був доставлений до лікарні, але врятувати життя офіцера не вдалось, він помер наступного дня. За даними «Depo.Донбас» з посиланням на джерела в МВС, 13.09.2018 о 22:50 поблизу села Гранітне (Волноваський район) в ході конфлікту молодший сержант вистрілив у спину капітану з автомата Калашникова. Похований на Центральному кладовищі Ізяслава, на Алеї почесних поховань. |
| 4050      |                  | Матвієнко Володимир Анатолійович                     | 12 грудня 1982, Київ (жилмасив Новобіличі). Сержант, командир відділення 1-ї мотопіхотної роти 12 ОМПБ «Київ» 72 ОМБр. З 2017 проходив службу за контрактом. Єдиний син у батьків. | 18 вересня 2018 | Загинув після 23-ї години внаслідок мінометного обстрілу біля смт Луганське на Світлодарській дузі, — в ході вогневого нальоту від розриву міни калібру 120 мм, яка влучила у бліндаж, зазнав осколкових поранень, що несумісні з життям. Після прощання на Майдані Незалежності у Києві похований на Берковецькому кладовищі. |
| 4051      |                  | Ткачов Володимир Вікторович                          | 19 лютого 1970, Вергуни (Черкаський район) Черкаська область. Молодший сержант, гранатометник 1-ї мотопіхотної роти 12 ОМПБ «Київ» 72 ОМБр. Навчався на водія у Черкаському ДТСААФ, закінчив навчання з відзнакою. Строкову службу проходив в групі радянських військ у Німеччині. Повернувшись додому, працював на черкаському заводі ПАТ «Азот». З 2016 проходив службу за контрактом, воював у промзоні м. Авдіївка. Батьки померли, залишилась сестра. | 18 вересня 2018 | Загинув після 23-ї години внаслідок мінометного обстрілу біля смт Луганське на Світлодарській дузі, — в ході вогневого нальоту від розриву міни калібру 120 мм, яка влучила у бліндаж, зазнав осколкових поранень, що несумісні з життям. Похований в с. Вергуни. |
| 4052      |                  | Прімін Олег Олександрович                            | 31 травня 1981, Кропивницький Кіровоградська область. Солдат, стрілець 72 ОМБр. 2014 був призваний за мобілізацією. У 2016 уклав контракт з 72 ОМБр. Неодружений, залишилися мати і сестра. | 22 вересня 2018 | Загинув на бойовому посту від наскрізного кульового поранення голови в с. Троїцьке (Попаснянський район), за попередніми даними, — через необережне поводження зі зброєю. Похований на Лелеківському кладовищі м. Кропивницького. |
| 4053      |                  | Бузовський Володимир Олександрович («Бузя»)          | 27 січня 1992, Локня (Кролевецький район) Сумська область. Старший сержант, військовослужбовець 72 ОМБр. Освіта середня спеціальна, працював вчителем фізичного виховання у Локнянському НВК. З травня 2014 по березень 2015 служив за мобілізацією в НГУ. У травні 2016 був обраний депутатом Локнянської сільської ради. З березня 2016 проходив військову службу за контрактом у 58 ОМПБр, з 2017 — у 72 ОМБр. Залишився малолітній син. | 23 вересня 2018 | Загинув поблизу смт Луганське на Світлодарській дузі. Обгоріле тіло військовослужбовця було знайдене об 11:00 25 вересня у бліндажі, за 160 м від лінії розмежування. За попередніми даними загинув під час обстрілу ввечері 23 вересня внаслідок прямого влучення снаряду. Після проведення експертизи ДНК похований 16.11.2018 в с. Локня. |

## Втрати силових структур в тилу під час війни
Михальчук Сергій Степанович, 02.11.1976, Річиця (Ратнівський район) Волинська область. Учасник АТО/ООС, 14 ОМБр. З лютого 2015 по травень 2016 проходив військову службу за мобілізацією. Взимку 2018 підписав контракт. Про смерть військовослужбовця повідомили 03.07.2018 у Ратнівській РДА. Дату, місце й обставини не зазначено — потребує уточнення, можливо помер у зоні проведення ООС (небойова втрата). 5 липня в Ратнівському районі оголошено День жалоби. Похований в с. Річиця.
 Фалюн Віталій Григорович, 07.09.1972, Олександрія Кіровоградська область. Учасник АТО, 1 ОТБр. Закінчив Олександрійське ПТУ № 13 за спеціальністю машиніст екскаватора. Працював помічником машиніста екскаватора на вугільному розрізі «Верболозівський». Після армії працював на різних роботах, їздив на заробітки, торгував на ринку, таксував. В січні 2017 вступив на військову службу за контрактом. Пішов з життя 02.07.2018 у розташуванні військової частини в смт Гончарівське на Чернігівщині, — повішене тіло знайшли в покинутих військових будівлях поруч з частиною. Похований в Олександрії. Залишились батьки, брат, дружина та син, і донька від першого шлюбу.
 Скус Олександр Дмитрович, 06.01.1976, Свинарка (Уманський район) Черкаська область. Мешкав в смт Бабанка. Учасник АТО/ООС, 54 ОМБр, старший сержант, механік-водій 2 механізованого взводу 3 механізованої роти 1 механізованого батальйону. 2015 був мобілізований до Нацгвардії, командир гармати, виконував завдання в зоні АТО. 2016 підписав контракт, служив у в/ч А1588 командиром відділення такелажного взводу роти забезпечення, згодом перевівся до 54 бригади, брав участь у боях на Світлодарській дузі. Загинув унаслідок нещасного випадку 03.07.2018 на залізничній станції Коробочкине (Чугуївський район Харківська область), під час завантаження бронетехніки на залізничні платформи, — при наїзді дістав травми, що несумісні з життям. Попередньо встановлено, що причиною трагедії стало грубе порушення військовослужбовцем техніки безпеки при проведенні робіт. Поховання 6 липня в смт Бабанка. Залишились дружина, 20-річна донька та 12-річний син.
 Пащенко Олександр Вікторович, 1982 р.н., Байбузи Черкаський район Черкаська область. Старший сержант, військовослужбовець автомобільної роти 1647-го окремого автомобільного батальйону, в/ч А0709 (Черкаси). Призваний на службу 29.03.2016. 04.07.2018 близько 15:00, на автошляху «Дніпро — Нікополь», на території Запорізького району військовий МАЗ під час перевезення військового вантажу потрапив у ДТП, — втрапив в яму, з'їхав у кювет і перекинувся на дах. Водій Пащенко, якого затисло в кабіні, від отриманих травм помер на місці; прапорщик на пасажирському місці дістав перелом ноги. Поховання в с. Байбузи. Залишилась дружина та двоє синів, 2010 і 2018 р.н.
 П'ятигорець Сергій Валентинович, 10.11.1971, Маріуполь Донецька область. Мешкав у м. Київ. Полковник, начальник служби з організації ремонту бронетанкового озброєння та техніки відділу бронетанкової техніки управління озброєння та техніки логістики Головного управління НГУ. Випускник Академії ВВ МВС України у Харкові (1993). Передчасно пішов з життя 05.07.2018. Залишилась дружина та двоє синів.
 Глушак Дмитро Вадимович, 07.04.1977, Київ. Учасник АТО. Підполковник поліції, заступник начальника управління — начальник відділу, Департамент технічно-оперативних заходів НПУ. З 1995 року працював у кримінальній поліції, був старшим уповноваженим в Оболонському райуправлінні, пізніше займав посаду заступника начальника одного з відділів, останнє місце роботи — департамент оперативно-технічних заходів. Застрелений 05.07.2018 близько 14:00 у Києві на вулиці Щусєва, 18/14 (Шевченківський район) в а/м Hyundai, — вбивство з корисливих мотивів. Нападників було двоє, одного підозрюваного (має 5 судимостей за скоєння корисливо-насильницьких злочинів) затримано наступного дня, — він приїхав на зустріч за оголошенням про продаж золотого ланцюжка, сів на заднє сидіння, вбив чоловіка двома пострілами з пістолету ТТ і пограбував. Залишились батьки, дружина та 6-річний син.
 Коханевич Сергій, 24 роки, Улянівка (Богодухівський район) Харківська область. Учасник АТО/ООС, 80 ОДШБр. В лютому 2017 вступив на військову службу за контрактом. Наприкінці червня 2018 повернувся з бригадою з фронту у ППД м. Львів. Помер 06.07.2018 під час планових занять з бойової підготовки в результаті зупинки серця. Залишилась мати та маленький син. Похований в рідному селі.
 Тихоновський Валерій Тимофійович, 29.12.1978, мешканець м. Ужгород Закарпатська область. Учасник АТО, капітан, командир мінометної батареї 15 ОГПБ 128 ОГШБр. Звільнився з армії ще до війни. 2014 повернувся на службу, брав участь у боях за Дебальцеве до самого дня виходу з блокпосту «Балу». У 2016—2017 проходив службу в Ужгородському ОМВК на посаді старшого офіцера мобілізаційного відділення, з 2017 — в 15-му батальйоні. О 05:55 06.07.2018, під час бригадних тактичних навчань з бойовою стрільбою, на 233-му загальновійськовому полігоні в Рівненській області стався розрив міни в каналі ствола 120-мм міномета «Молот». Внаслідок вибуху загинули троє військовослужбовців, ще 9 дістали поранення. Основними версіями слідства є порушення військовослужбовцями правил проведення стрільб та поводження з мінометом та неналежний технічний стан міномета або міни. За фактом вибуху на Рівненському полігоні відкрито кримінальне провадження за ч. 3 ст. 414 КК України (порушення правил поводження з боєприпасами, що спричинило загибель і тілесні ушкодження кількох осіб). Слідчий експеримент показав, що найбільш ймовірною причиною є подвійне заряджання. 7 липня з бійцями попрощались побратими на Рівненському полігоні. Похований в Ужгороді на Пагорбі Слави. Залишились мати, дружина та донька.
 Власов Дмитро Олегович, 10.07.1996, Ужгород Закарпатська область. Солдат, старший навідник міномету 1 мінометного взводу мінометної батареї 15 ОГПБ 128 ОГШБр. Єдиний син у батьків. 2017 закінчив УжНУ, факультет інформаційних технологій (бакалавр), і за власним бажанням вступив на військову службу. О 05:55 06.07.2018, під час бригадних тактичних навчань з бойовою стрільбою, на 233-му загальновійськовому полігоні в Рівненській області стався розрив міни в каналі ствола 120-мм міномета «Молот». Внаслідок вибуху загинули троє військовослужбовців із Закарпаття, ще 9 дістали поранення. За фактом вибуху на Рівненському полігоні відкрито кримінальне провадження за ч. 3 ст. 414 КК України (порушення правил поводження з боєприпасами, що спричинило загибель і тілесні ушкодження кількох осіб). Слідчий експеримент показав, що найбільш ймовірною причиною є подвійне заряджання. 7 липня з бійцями попрощались побратими на Рівненському полігоні. Похований в Ужгороді на Пагорбі Слави. Залишились батьки.
 Пишкар Юрій Юрійович, 13.07.1975, Мокра Перечинський район Закарпатська область. Солдат, майстер — номер обслуги 1 мінометного взводу мінометної батареї 15 ОГПБ 128 ОГШБр. Призваний на військову службу за контрактом в лютому 2018. О 05:55 06.07.2018, під час бригадних тактичних навчань з бойовою стрільбою, на 233-му загальновійськовому полігоні в Рівненській області стався розрив міни в каналі ствола 120-мм міномета «Молот». Внаслідок вибуху загинули троє військовослужбовців із Закарпаття, ще 9 дістали поранення. За фактом вибуху на Рівненському полігоні відкрито кримінальне провадження за ч. 3 ст. 414 КК України (порушення правил поводження з боєприпасами, що спричинило загибель і тілесні ушкодження кількох осіб). Слідчий експеримент показав, що найбільш ймовірною причиною є подвійне заряджання. 7 липня з бійцями попрощались побратими на Рівненському полігоні. Поховання 10 липня в с. Мокра. Залишилися батьки і дорослий син.
 Зайцев Юрій Миколайович, 09.11.1981, мешканець м. Самбір Львівська область (прим., за збігом даних, ймовірно, уродженець м. Дружківка Донецька область). Учасник АТО. Майор, 703 ОПОЗ. Випускник Донецького військового ліцею та ВІТІ. З 2014 виконував завдання в зоні АТО, зокрема у Пісках. Загинув 13.07.2018 у ДТП, що сталась близько 14:30, на автошляху «Львів — Самбір», між селами Лапаївка та Оброшине Пустомитівського району, — водій автомобіля Mazda-626 не впорався з керуванням на слизькій дорозі та на швидкості виїхав на зустрічну смугу, де сталось зіткнення з мікроавтобусом Ford Transit. Внаслідок ДТП двоє пасажирів Мазди, військовослужбовці 703 полку, загинули на місці, ще двоє дістали травми, — водій (старший лейтенант) і майор Володимир Откідич з Кам'янця-Подільського, який перебуває у важкому стані. Поховання 15 липня в Самборі. Залишилась дружина, двоє синів та донька дружини.
 Спринський Роман Ігорович, 04.10.1988, Самбір Львівська область. Учасник АТО. Молодший лейтенант, помічник начальника інженерної служби 703 ОПОЗ. Випускник ЛНАУ. На фронт пішов солдатом-сапером, в Херсонській області проводив укріплення рубежів адмінкордону з окупованим російськими військами Кримом, з липня по вересень 2014 на Луганщині робив проходи у мінних полях ворога на БМР-2 (броньована машина розмінування), супроводжуючи колони військової техніки. 23.01.2015, під час укріплення 29-го блокпосту на Бахмутські трасі, зазнав осколкового поранення під час обстрілу. Після лікування повернувся у 703-й полк і продовжив службу на посаді старшого сапера відділення механізованих мостів 1-го інженерно-дорожнього взводу інженерно-дорожньої роти інженерно-дорожнього батальйону. Згодом став офіцером. Загинув 13.07.2018 у ДТП, що сталась близько 14:30, на автошляху «Львів — Самбір», між селами Лапаївка та Оброшине Пустомитівського району, — водій автомобіля Mazda-626 не впорався з керуванням на слизькій дорозі та на швидкості виїхав на зустрічну смугу, де сталось зіткнення з мікроавтобусом Ford Transit. Внаслідок ДТП двоє пасажирів Мазди, військовослужбовці 703 полку, загинули на місці, водій та ще один пасажир дістали травми. Поховання 15 липня в Самборі. Залишились брат, дружина та двоє синів.
 Буряк Віталій Павлович, 11.11.1993, Скала-Подільська Борщівський район Тернопільська область. Учасник АТО/ООС. Солдат, навідник 80 ОДШБр. До війни 4 роки мешкав у Донецьку, де навчався в ДонНУ на філологічному факультеті. 2014 продовжив навчання на магістратурі НУ «Львівська політехніка». 31.03.2016 вступив на військову службу за контрактом, брав участь у бойових діях на Сході, українсько-польсько-литовських навчаннях в Польщі, параді у Вільнюсі на День Незалежності Литви, спільних навчаннях ЗСУ і НАТО. Під час перебування у черговій відпустці поїхав із мамою у подорож в Карпати на мотоциклі «Yamaha». 07.07.2018 близько опівдня, потрапив у ДТП, — на нерегульованому перехресті автодороги «Стрий — Чернівці — Мамалига», поблизу с. П'ядики Коломийського району, рухаючись другорядною дорогою з боку села П'ядики, допустив зіткнення із боковою частиною автопоїзда у складі сідлового тягача «Scania», який їхав по головній дорозі. 43-річна мати загинула на місці, Віталія було доправлено до реанімаційного відділення Коломийської районної лікарні з діагнозом: відкрита ЧМТ, скальпована рана черепа, забій головного мозку, мозкова кома. Помер 14.07.2018. Похований в с. Скала-Подільська. Залишився батько.
 Вакула Валерій, 1996 р.н., Хренів (Іваничівський район) Волинська область. Учасник АТО/ООС, 14 ОМБр. З початку 2018 перебував на фронті. Трагічно загинув під час відпустки, — потонув на озері Світязь поблизу пляжу пансіонату «Шацькі озера», де відпочивав із друзями. Похований 13.07.2018 в рідному селі. Залишились батьки.
 Мусієвич Віктор Петрович, 02.06.1971, Бронники (Рівненський район) Рівненська область. Учасник АТО, сержант, командир відділення штабних машин взводу штабних машин роти штабних машин польового вузла зв'язку 55 окремого полку зв'язку. Активний учасник Революції Гідності, командир одного з загонів самооборони Рівного. На фронт пішов добровольцем у 2014 в складі ДУК ПС (позивний «Беркут»), по тому служив у 2 ОМПБ «Горинь». Бойовий шлях: Амвросіївка, Піски, Дебальцеве, Слов'янськ. 2010 та 2016 був обраний депутатом Бронниківської сільради. Займався волонтерством. З 01.06.2018 — координатор Рівненського району ВП ГО «Об'єднання Добровольців». Загинув 21.07.2018 близько 2:00 в м. Рівне у ДТП, що сталася на вул. Макарова, — керуючи автомобілем «Volkswagen Т4», в'їхав у вантажівку «DAF» з причепом, яка була припаркована по правому краю проїзної частини, від отриманих травм загинув на місці. Пасажира, 35-річного капітана ЗСУ, рівнянина, із травмами госпіталізували до військового госпіталю. Обидва учасники ДТП — військовослужбовці, які перебували поза службою (автомобіль не армійський, часто використовувався для перевезення волонтерської допомоги на фронт). Поховання 22 липня у Бронниках. Залишилися дружина та син.
 Стойко Андрій Сергійович («Сокіл»), 05.07.1991, Тернопіль. Учасник АТО, старший лейтенант поліції, інспектор поліції ППС ПОП «Миротворець» ГУНП в Київській області. 2010 закінчив Технічний коледж ТНТУ ім. І. Пулюя за спеціальністю «Обслуговування комп'ютерних систем і мереж», продовжив навчання на заочній формі в ТНТУ за спеціальністю «Комп'ютерна інженерія». 2011—2012 проходив службу у в/ч А1225 ГУР МОУ в Києві (База технічного та транспортного забезпечення, група оперативних автомобілів спецпризначення, водій). З червня 2012 по квітень 2013 працював охоронцем взводу охорони кредитно-фінансових установ ОБМ ВДСО при УМВС України в Тернопільській області.. Активіст ВГО «Сокіл» з 2010. Активний учасник Революції Гідності. У 2014 пішов добровольцем на фронт у складі міліцейського батальйону «Шахтарськ», по тому — РПСМОП «Торнадо», пройшов Іловайськ, воював на Луганщині. З 2016 служив у поліції Києва. Трагічно загинув 22.07.2018, під час виконання службових обов'язків з охорони громадського порядку в селі Петропавлівська Борщагівка у передмісті Києва. Наряд групи реагування патрульної поліції Києво-Святошинського відділу поліції переслідував водія скутера, який порушив ПДР і почав втікати. Під час переслідування поліцейський автомобіль потрапив у ДТП, перекинувся та впав до водойми. Напарник в лікарні, а Андрія шукали 6 днів, ймовірно, його викинуло з автомобіля, тіло було знайдене 27 липня в іншій стороні водоймища. Похований на Микулинецькому кладовищі Тернополя. Залишились батьки, сестра, дружина та однорічний син.
 Козаков Костянтин Олександрович, 23 роки, Біла Церква Київська область. Учасник АТО/ООС, старший солдат, 46 БСП «Донбас-Україна», кулеметник штурмового підрозділу. Пройшов дві ротації на фронті в складі Батальйону ім. Кульчицького, у взводі Елвіса, нагороджений нагрудним знаком НГУ «За доблесну службу». В грудні 2017 вступив на контрактну службу в ЗСУ. 30.07.2018 тіло військовослужбовця з тілесними ушкодженнями було виявлене у каналізаційному колекторі біля військової частини в місті Лозова на Харківщині. В поліції повідомили, що 25.07.2018 близько 23:00 між трьома військовослужбовцями стався конфлікт, під час з'ясування стосунків двоє співслужбовців Костянтина почали бити його руками і ногами в область голови та тулуба, а коли він впав, задушили його та кинули тіло до каналізаційного колектора. Вбивць затримано 31 липня, вони зізнались у скоєному. Похований у Білій Церкві.
 Бігун Олександр Петрович, 1969 р.н., Мелітополь Запорізька область. Учасник АТО. Майор, працівник Мелітопольського ОВК. Помер 27.07.2018 у Львівському військовому шпиталі внаслідок тривалої важкої хвороби. Похований в Мелітополі. Залишились мати та двоє синів.
 Карпич Олександр Михайлович, 26.04.1986, Лукашівка (Золотоніський район) Черкаська область. Майстер відділення розбирально-складальних робіт ремонтного взводу ремонтної роти автомобільної техніки. Здобув професію електрика. Після строкової служби працював механізатором. З 2014 проходив військову службу, підписав контракт. Готував військові автомобілі на передову. Під час служби у військовій частині в місті Нікополь, у травні 2018 тяжко захворів. Помер 28.07.2018. Похований в Лукашівці. Залишились батьки.
 Откідич Володимир Сергійович, 03.05.1980, Кам'янець-Подільський Хмельницька область. Мешкав у Самборі. Учасник АТО. Майор, 703 ОПОЗ. Учасник боїв за Донецький аеропорт. Нагороджений орденом «За мужність» ІІІ ст. 13.07.2018 у ДТП, що сталась близько 14:30, на автошляху «Львів — Самбір», між селами Лапаївка та Оброшине Пустомитівського району, — водій автомобіля Mazda-626 не впорався з керуванням на слизькій дорозі та на швидкості виїхав на зустрічну смугу, де сталось зіткнення з мікроавтобусом Ford Transit. Внаслідок ДТП двоє пасажирів Мазди, військовослужбовці 703 полку майор Юрій Зайцев і молодший лейтенант Роман Спринський, загинули на місці, водій (старший лейтенант) і майор Откідич зазнали травм. Перебував у Львівському військовому госпіталі у важкому стані, переніс складні операції. Помер 31.07.2018. Похований в Кам'янці-Подільському, на Алеї Слави міського кладовища. Залишилась дружина та дві доньки.
 Яковчук В'ячеслав Миколайович, 14.03.1980, мешкав у м. Андрушівка Житомирська область. Учасник бойових дій. Капітан поліції, старший дільничний офіцер поліції Андрушівського відділення поліції. Понад 15 років працював в ОВС дільничним та старшим дільничним офіцером. Якось на початку 2014 до офіцера звернулась киянка, яка 30 років розшукувала своїх рідних по батьківській лінії і отримувала відписки з компетентних органів. В'ячеслав Яковчук, на той час дільничний інспектор смт Червоне, за день обійшов усе тритисячне селище та знайшов інформацію про родичів. Жінка написала листа до керівництва МВС України з проханням заохотити В'ячеслава Яковчука за його небайдужість до проблем громадян. Останні роки служив в Андрушівському відділенні. Раптово помер уночі 31.07.2018 в Андрушівській міській лікарні через загострення виразки. Залишились батьки, дружина і син.
 Босенко Сергій Володимирович, 29.05.1976, Геронимівка Черкаський район Черкаська область. Учасник АТО, прапорщик ЗСУ. Отримав поранення під час виконання службових обов'язків. Помер 07.08.2018, 10 серпня в районі оголошено День жалоби. Похований у Геронимівці. Залишились дружина, 20-річний син і 11-річна донька. Потрібна додаткова інформація.
 Горват Станіслав, 1997 р.н., Олександрівка (Слов'янський район) Донецька область. Солдат строкової служби, стрілець роти охорони, 169 НЦ «Десна». У квітні 2018 призваний Слов'янським військкоматом. 07.08.2018, приблизно о 20:50, під час несення вартової служби на об'єднаних складах озброєння військової частини виявлено тіло солдата з наскрізним вогнепальним пораненням голови. Загиблий залишив передсмертну записку, у якій вказує про добровільний намір піти з життя. Рідні та односельці в самогубство не вірять. Похований 22.08.2018 в рідному селі. Залишились мати і сестри.
 Кравцов Костянтин Олександрович, 27.10.1969. Старший матрос ВМС ЗС України, морська піхота (Миколаїв). Загинув близько 22:00 10.08.2018 на автодорозі Херсон—Джанкой—Керч поблизу с. Раденськ Олешківського району Херсонської області внаслідок наїзду автомобіля, — водій а/м ВАЗ-2105 здійснив наїзд на трьох чоловіків, які стояли на дорозі поблизу узбіччя і ремонтували свій автомобіль. Внаслідок ДТП два військовослужбовця віком 49 та 39 років загинули на місці, їх 29-річному товаришу була надана медична допомога. Водій пояснив, що був засліплений світлом фар зустрічного автомобіля і не помітив людей на дорозі.
 Литвиненко Андрій Миколайович, 24.10.1979, Бритавка Чечельницький район Вінницька область. Мешкав у с. Раденськ Олешківський район Херсонська область. Матрос ВМС ЗС України, морська піхота (Миколаїв). Загинув близько 22:00 10.08.2018 на автодорозі Херсон—Джанкой—Керч поблизу с. Раденськ внаслідок наїзду автомобіля, — водій а/м ВАЗ-2105 здійснив наїзд на трьох чоловіків, які стояли на дорозі поблизу узбіччя і ремонтували свій автомобіль. Внаслідок ДТП два військовослужбовця загинули на місці, їх 29-річному товаришу була надана медична допомога. Водій пояснив, що був засліплений світлом фар зустрічного автомобіля і не помітив людей на дорозі.
 Сватіков Роман Євгенович, 29.06.1974, Антрацит Луганська область. Мешкав у м. Нікополь Дніпропетровська область. Майор, командир стартової батареї 301-го зенітно-ракетного полку. Протягом півроку проходив службу в зоні АТО. Нещодавно повернувся з Дніпровського військового шпиталю і перебував у відпустці для реабілітації, після хірургічної операції. Помер 13.08.2018. Похований у Нікополі.
 Ліщук Олександр Миколайович («Беркут»), 12.04.1985, Бердичів Житомирська область. Мешкав у м. Біла Церква Київська область. Прапорщик, головний сержант 2-го мехбатальйону 72 ОМБр. Закінчив ПТУ № 3 у Бердичеві за фахом маляра-штукатура. На військовій службі з 2005. З початком війни у 2014 виконував завдання в зоні АТО/ООС: Маріуполь, Гуково і Червонопартизанськ на кордоні з РФ, Волноваха, Гранітне, терикони біля окупованого Докучаєвська, у 2016—2017 воював поблизу Верхньоторецького, останнім часом — на Світлодарській дузі. Загинув у ДТП 15.08.2018 о 15:40 на 189 км автодороги Виступовичі — Житомир — Могилів-Подільський, поблизу с. Пряжів Житомирського району, — рухаючись на а/м ВАЗ в напрямку Бердичева в'їхав у «Peugeot Partner», що йшов попереду. Від отриманих травм Олександр загинув, жінку-водія Пежо госпіталізовано. Військовослужбовець взяв відпустку і прямував на власне весілля, яке мало відбутися 16.08.2018. Похований на військовому секторі Центрального кладовища Бердичева. Залишились мати, брат і вагітна наречена.
 Семененко Олександр Сергійович («Сьома»), 1992 р.н., Київ. Учасник АТО, виконував завдання в районі Донецька. Близько року проходив службу у 90 ОАеМБ 81 ОАеМБр, 2 рота, водій. Згодом продовжив службу в іншій військовій частині ЗС. За непідтвердженою інформацією у соцмережі, загинув 19.08.2018 в Одесі внаслідок нещасного випадку під час навчань на полігоні. Залишилися мати, сестра.
 Копоть Федір Леонідович, 19.11.1985, Атамань Генічеський район Херсонська область. Мешкав у м. Генічеськ. Учасник АТО. Інспектор сектору реагування патрульної поліції Генічеського відділу поліції ГУ НП в Херсонській області. Загинув 19.08.2018, — потонув у морі під час шторму поблизу с. Стрілкове на Арабатській стрілці. Того дня в цьому районі потонули 5 відпочивальників. Похований в с. Атамань. Залишились дружина, син і донька.
 Кірієнко Дмитро Олександрович, 31.01 1989, Добропілля Донецька область. Мешкав у м. Харків. Старший лейтенант поліції, інспектор, заступник командира 2 роти 4 батальйону Управління патрульної поліції в Харківській області Департаменту патрульної поліції України. З 2006 по 2012 працював у підрозділах цивільного захисту, 2011 закінчив Національний університет цивільного захисту України, обіймав посаду інженера з пожежної безпеки. Також закінчив Харківський національний університет імені В. Н. Каразіна та Харківський національний університет внутрішніх справ. З 28.09.2015 — інспектор патрульної поліції Харкова. 20.08.2018 близько 0:37 невідомий чоловік обстріляв двері будівлі Харківської міськради (м. Харків, пл. Конституції, 7) і поранив охоронця, після чого зайшов до будівлі. На місце прибув наряд патрульної поліції на двох машинах, правоохоронці почали перемовини, але нападник відкрив по них вогонь і був знешкоджений. Офіцер Кірієнко дістав два кульових поранення, від яких помер у лікарні в реанімаційному відділенні, близько 2:00. Поранений охоронець міськради перебуває у стабільному тяжкому стані. Особа злочинця встановлена, при ньому знайдені два стартові пістолети, перероблені під бойові, та саморобні патрони. У загиблого поліцейського залишилась дружина та 2-річна донька.. 22.08.2018 указом Президента України нагороджений орденом «За мужність» III ступеня (посмертно).
 Руденко Сергій. Учасник АТО. Старший лейтенант, командир взводу 80 ОДШБр. Призваний на військову службу у 2018, згодом він підписав контракт. Помер внаслідок інсульту 14.09.2018, перебуваючи на лікуванні у шпиталі. Залишилась донька.
 Сибіга Петро Петрович, 24.02.1963, 55 років, Бокиївка Волочиський район Хмельницька область. Мешкав у м. Хмельницький. Учасник АТО (2015). Полковник служби цивільного захисту, заступник начальника ГУ ДСНС України у Хмельницькій області з реагування на надзвичайні ситуації. Закінчив Львівське пожежно-технічне училище МВС СРСР (1986, пожежний технік) та Академію пожежної безпеки України (2001). З 1982 року працював у структурах пожежної безпеки. 1986—1992 — у 229-ій військовій авіаційній школі механіків, від командира учбового взводу до командира учбової роти — старшого викладача; 1992—1995 — інспектор групи Держпожежнагляду (Хмельницький); з 1993 — на керівних посадах: начальник Окремого поста Відділу пожежної охорони (Хмельницький), начальник пожежної частини (Волочиськ), начальник 1-ї самостійної державної пожежної частини Хмельницький, начальник відділу моніторингу, заступник начальника управління МНС України в Хмельницькій області; 2004—2011 — начальник Хмельницького міського управління МНС; 2011—2013 — начальник Волочиського райвідділу Управління Держтехногенбезпеки; з 2013 — заступник начальника ГУ ДСНС України у Хмельницькій області. Нагороди та відзнаки: нагрудний знак «За відзнаку в службі» ІІ ст. (2002), Почесна відзнака МНС України (2004), Орден «Комітету координації сприяння правоохоронним органам та військовим формуванням України» ІІ ст. (2007), відзнака МНС України «За відвагу в надзвичайній ситуації» ІІ ст. (2008). 2015-го виїжджав у відрядження в зону АТО, нагороджений Почесною відзнакою Президента України «За участь в антитерористичній операції». Проводив інструктаж та давав настанови хмельницьким рятувальникам, яких направляли в зону АТО (ротації на 45 днів, аварійно-рятувальні роботи з відновлення систем життєзабезпечення та інфраструктури в зоні бойових дій), зустрічався з представниками моніторингової групи, яка вивчала соціальне забезпечення переселенців зі Сходу та Криму. 22.09.2018 близько 20:00 в м. Дунаївці на вул. Шевченка, 115 почалась масштабна пожежа у складському приміщенні цеху з переробки деревини, яка швидко поширювалась та створила загрозу сусіднім будівлям. Полковник Сибіга виїхав на місце і взяв на себе керівництво гасінням пожежі, яке тривало майже вісім годин на площі 600 кв. м. Під час виконання службових обов'язків полковнику стало зле, він знепритомнів, невідкладні реанімаційні заходи не дали результату, офіцер-рятувальник помер у лікарні (гостра коронарна недостатність, гостра ішемія міокарда). Похований у Хмельницькому (кладовище на вулиці Західно-Окружній). Залишились дружина та донька.
 Жаров Антон Сергійович, 08.06.1985, Кропивницький Кіровоградська область. Військовослужбовець 57 ОМПБр. Учасник АТО/ООС. Приїхав додому у відпустку. Помер 28.09.2018 від серцевого нападу. Похований на Далекосхідному кладовищі Кропивницького. Залишились мати, дружина, діти.

## Померлі демобілізовані учасники АТО
Кирилюк Роман Володимирович, Копіювата (Монастирищенський район) Черкаська область. Учасник АТО 2015—2017, 131 ОРБ, командир відділення. Педагог за освітою. 2013 замість запланованої поїздки до Польщі на заробітки, потрапив на Євромайдан та пройшов його із початку до кінця. 2015 пішов добровольцем на фронт, в подальшому воював у складі 131 розвідбату в Чермалику, Широкиному, Трьохізбенці, Кримському… 26.07.2017 звільнився, повернувся додому. Наприкінці 2017 проходив планове лікування в Черкаському військовому шпиталі. Взимку 2018 захворів на запалення легень, лікувався в Монастирищенській ЦРЛ, після обстеження у Черкаській обласній лікарні виявили гепатит, хвороба почала стрімко прогресувати. У квітні в Черкаському обласному онкодиспансері встановили діагноз: цироз печінки вірусної етіології (спричинений гепатитом С). Помер 03.07.2018. Похований в рідному селі.
 Бугайов Олександр Сергійович, 1988 р.н., Нововолинськ Волинська область. Учасник АТО, аеромобільні війська. Двічі був в зоні проведення АТО, 2017 повернувся додому. Наклав на себе руки у ніч на 04.07.2018, — знайдений у себе вдома повішаним на дверях шафи, з порізаними венами. Двері в квартиру були відчинені. Рідні не вірять у самогубство. Похований в Нововолинську на цвинтарі біля 2-ї шахти. Залишилась вагітна дружина.
 Сарвін Сергій Владиславович, 11.01.1970, Дніпро. Учасник АТО 2014—2015, 43 ОМПБ «Патріот», 1 рота. Працював токарем. Помер. Похований 06.07.2018 на Сурсько-Литовському кладовищі біля Дніпра. Рідних не залишилось.
 Лісевич Тарас Михайлович («Док»), 21.05.1962, 56 років, Стрий Львівська область. Лікар, доброволець ДУК ПС, 1 окрема штурмова рота, 2 резервна сотня (львівська). Випускник Московського медико-стоматологічного інституту (1984). Хірург-стоматолог, працював у Стрийській міській стоматологічній поліклініці. Захоплювався історію. Медик Євромайдану, волонтер, громадський активіст. В серпні 2016 добровольцем пішов на фронт. Помер 06.07.2018 в Стрию від серцевого нападу. Поховання 8 липня у Стрию. Залишились мати, брат (головний лікар стоматполіклініки, депутат Стрийської міськради), дружина та дві доньки. Старша донька — офіцер військово-медичної служби ОК «Південь».
 Близнюк Володимир Вікторович, 05.10.1966, 52 роки, Кривий Ріг Дніпропетровська область. Учасник АТО, 40 ОМПБ «Кривбас» 17 ОТБр. Металург, працював на заводі «АрселорМіттал Кривий Ріг». Після повернення з фронту займався волонтерством, громадською діяльністю, очолював ГО «Сталеве братство», був профспілковим лідером металургів, писав вірші, присвячені воїнам АТО. Помер 08.07.2018 близько 4:00 в лікарні № 16 м. Кривий Ріг внаслідок хвороби ендокринної системи (за словами головлікаря — від гострої печінкової недостатності). 27 червня оголосив голодування, щоб привернути увагу до неналежного медикаментозного забезпечення в 16-ій міськлікарні Кривого Рогу (29-го припинив голодування, після того як отримав ліки, але не від лікарні, а від благодійного фонду). Залишилась донька.
 Рождєствін Олександр Олександрович, 30 років, Долинська Кіровоградська область. Учасник АТО (3 ОПСпП ?), в зоні проведення АТО перебував рік і 3 місяці. 29.06.2018 поїхав на мотоциклі «ІЖ Планета» у село Першотравневе (Олександрійський район), аби навести лад у покинутому будинку. На дорогу вибігла дитина. Щоб не збити її, водій мотоцикла скерував його на узбіччя, де врізався у дерево. Внаслідок зіткнення отримав контузію мозку, перелом склепіння черепа, черепно-мозкову травму, перелом стегна, забій легенів та впав у кому. 07.07.2018, після третьої операції, помер в реанімації лікарні Кропивницького. Залишилась дружина і 3-х місячний син.
 Караєв Володимир Русланович, 23.06.1973, Кременчук Полтавська область. Мешкав у м. Прилуки Чернігівська область. Учасник АТО. Старший військовий капелан Духовного Управління Капеланів, член Душпастирської ради при Міноборони України. Працював фрезерувальником на заводі «Дормаш». На початку 1990-х, після строкової служби закінчив школу прапорщиків і залишився в армії. Звільнившись, працював у бізнесі. У 2004—2009 навчався у Київському інституті практичного місіонерства. 2010 висвячений у сан пресвітера, переїхав в Прилуки, де допомагав алко- та наркозалежним. Під час війни вирушив добровольцем на фронт, де пробув майже 2 роки. Служив військовим капеланом для добровольців та окремих підрозділів ЗСУ. Проводив тренінги з бойового злагодження та тактичної медицини. Помер 09.07.2018 внаслідок хвороби крові (мієлофіброзу). Залишилась дружина, донька та два сини..
 Іванов Віталій Дмитрович, 1976 р.н., Луцьк. Учасник АТО 2014—2015, прапорщик, 1 ОМПБ «Волинь». Закінчив ВПУ № 9 у Луцьку. Був призваний за мобілізацією, воював на Дебальцівському плацдармі. Помер 11.07.2018 в Луцькій МКЛ № 2, після 6 днів перебування у реанімації із цирозом печінки. Поховання 13 липня у Луцьку на кладовищі Гаразджа.
 Михайленко Анатолій Сергійович, 11.03.1972, Мар'ївка (Компаніївський район) Кіровоградська область. Учасник АТО 2014 року, сержант, 17 ОМПБ «Кіровоград», командир відділення 2 взводу 1 роти охорони. В серпні 2014 прибув у зону АТО, та виконував завдання на посту № 2 («Квіточка»), біля с-ща Шуми (Торецька міська рада), протягом 1,5 місяців, доки не отримав поранення. Проходив тривале лікування в шпиталях. Було виявлено пухлину в мозку. Останнім часом відмовили ноги, втратив зір. Помер 12.07.2018 в обласному госпіталі для ветеранів війни м. Кропивницький. Поховання 14 липня у с. Мар'ївка.
 Питулько Юрій Олексійович, 14.01.1973, Кременчук Полтавська область. Учасник АТО, старший сержант, 42 ОМПБ «Рух опору» 57 ОМПБр. 01.09.2014 уклав контракт на військову службу, брав участь у бойових діях. Помер в Кременчуці внаслідок тривалої хвороби. Поховання 14 липня на Свіштовському цвинтарі Кременчука в секторі Героїв АТО. Прим. В базі декларацій є Питулько Юрій Олексійович, який до грудня 2017 служив у патрульній поліції м. Кременчук, на посаді старшого інспектора-чергового сектора реагування.
 Іванов Андрій Олексійович («Сятослав»), 16.06.1965, 53 роки, Нововасилівка Приазовський район Запорізька область. З 1996 мешкав у м. Маріуполь Донецька область. Учасник АТО 2014—2015, прапорщик, БСП НГУ «Донбас», заступник командира взводу 1 роти. Козацького роду. Працював в охоронній структурі, потім на заводі майстром цеха, був приватним підприємцем. Після розлучення до війни рік працював у РФ на будівництві газопроводу, проте приїхавши у відпустку, став активним учасником Євромайдану («Козацька сотня»), брав участь у всіх сутичках, починаючи з січня 2014, на вул. Грушевського, на Майдані Незалежності, дістав контузію від світло-шумової гранати, 20 лютого разом з Парасюком і Бубенчиком брав участь у збройному відбитті атаки «Беркуту». З Майдану пішов добровольцем на фронт. Разом з батальйоном пройшов усі бої, починаючи з Карлівки. 15.02.2015, під час наступальної операції в с. Широкине, дістав важкі поранення, втратив кисть руки, мав безліч осколків. Лікувався в Україні та США (Сан-Антоніо) — встановили протез на руку, але багато дрібних осколків так і не вилучили. Інвалід війни, нагороджений нагрудним знаком «За доблесну службу» та медаллю імені Івана Сірка. 2015 одружився з волонтеркою. Громадський активіст, учасник блокади торгівлі з ОРДЛО, екс-начальник штабу «Внутрішнього Корпусу Батальйону Донбас», учасник руху «Визволення». Останнім часом мешкав у хостелі в Києві. Помер у ніч на 13.07.2018 в результаті інфаркту. Прощання 15 липня у Києві в Михайлівському соборі. Залишились дружина, маленький син та донька від першого шлюбу.
 Іващенко Євген («Мессер Старший»), 31 рік, Дубов'язівка Конотопський район Сумська область. Учасник АТО, доброволець ДУК ПС. Проходив тривале лікування, два роки тому переніс першу операцію. Під час чергового дороговартісного лікування, увечері 13.07.2018 покінчив з життям. Залишились батьки та двоє братів, один з яких також доброволець ДУК. Похований в смт Дубов'язівка на центральному кладовищі.
 Автанділов Олег Юрійович, 04.11.1963, 54 роки, Черкаська область. Мешкав в смт Кринички Дніпропетровська область. Учасник АТО, капітан, 40 ОМПБ «Кривбас». Випускник КНУ ім. Т. Г. Шевченка (1986, юрфак). Батько — начальник ДАІ Абхазької АР Юрій Автанділов, грузин, був убитий у 1993, під час Абхазької війни, — розстріляний у власному будинку в Сухумі. Олег на початку 1990-х працював у системі МВС Грузії, брав особисту участь у боях. Пізніше повернувся в Україну. 20 років присвятив службі у лавах прокуратури України. Майор юстиції. Займався підприємництвом (консультування з питань комерційної діяльності й керування). 2014-го добровольцем пішов на фронт. Учасник боїв за Іловайськ, командував блокпостом, під час виходу колони з оточення пораненим потрапив у полон, де пробув 11 днів. Помер 13.07.2018 внаслідок тяжкої хвороби. Залишились дружина, дві доньки та онуки.
 Гузун Максим Володимирович, 10.10.1987, Семенівка Чернігівська область. Мешкав у м. Хмельницький. Учасник АТО 2014—2016, 1 ОТБр. 2005 закінчив Чернігівський військовий ліцей, 2011 — Харківський військовий університет. Займався приватною справою. У 2014—2016 проходив військову службу за мобілізацією, був поранений в зоні АТО, отримав 3-тю групу інвалідності. Помер 17.07.2018. Залишилась сім'я.
 Бицюра Ігор Анатолійович, Пологи-Яненки Переяслав-Хмельницький район Київська область. Учасник АТО 2015—2016, солдат, 80 ОДШБр. Походив службу за мобілізацією у бригадній батареї. Загинув 19.07.2018 близько 18:00 у ДТП (зіткнення з фурою) біля с. Світанок (Переяслав-Хмельницький район).
 Ріжко Олег, 02.01.1983, Калуш Івано-Франківська область. Учасник АТО 2015—2016. Активний учасник Революції Гідності, зокрема, протистоянь у Маріїнському парку 18.02.2014. Помер 20.07.2018 внаслідок раптової хвороби. Похований у Калуші.
 Крис Роман (у Facebook Roman Krys), 24 роки, Донецьк. Учасник АТО 2014—2015, солдат строкової служби, стрілець ЗРК, 755 окрема радіолокаційна рота 164-ї радіотехнічної бригади ППО, в/ч А2938. З 24.04.2013 по 12.02.2015 проходив строкову службу у військовій частині А2938, що поблизу Донецького аеропорту. Влітку 2014 ця частина тримала оборону і не здалась противнику (опорний пункт «Зеніт» на території військового містечка 156-го ЗРП біля с-ща Спартак). Строковики Донецької роти разом із бійцями ЗРП та ВСП захищали частину, маючи лише стрілецьку зброю та дві зенітки ЗУ-23-2. Після численних контузій лікувався у Харківському військовому госпіталі, був звільнений за станом здоров'я. З березня 2015 мешкав у Харкові, родина переїхала з Донецька і оселилась у містечку для переселенців. Кілька років не міг отримати статус УБД (прим. бюрократичні проблеми виникли через те, що військовослужбовців строкової служби не залучали до проведення АТО, але вони опинилися в епіцентрі бойових дій). Помер 11.07.2018 від крововиливу у мозок під час перебування у дитячому таборі поблизу Києва, де працював вожатим (після закінчення зміни у таборі мав відразу лягти в госпіталь). Після кремації поховання на Байковому кладовищі у Києві. Залишились мати, 19-річна сестра та вітчим.
 Кучурін Володимир Миколайович, Маріуполь Донецька область. Учасник АТО, полк «Азов», танкова рота «Холодний Яр». Займався громадською діяльністю, співзасновник ГО «Маріупольське об'єднання інвалідів АТО». Помер 21.07.2018 внаслідок тривалої онкологічної хвороби. Похований в Маріуполі. Залишилась дружина.
 Костів Роман Максудович, 05.06.1992, Бурштин Івано-Франківська область. Останні роки мешкав у Києві. Учасник АТО. Закінчив Бурштинський енергетичний коледж. Активний учасник Революції Гідності, 7-ма сотня Самооборони Майдану. З Майдану пішов добровольцем на фронт в складі міліцейського батальйону «Київ-1». В подальшому 1,5 роки служив за контрактом в 25 ОПДБр, понад рік — у 58 ОМПБр, в батальйоні «Донбас». За час служби був контужений та отримав два поранення. Брав участь у зйомці д/ф «Рейд». Загинув 23.07.2018 у військовій частині на Миколаївщині. Залишились батьки, сестри, наречена. Похований в Бурштині.
 Шевченко Станіслав Миколайович («Хімік»), Біла Церква Київська область. Учасник АТО, 11 ОМПБ «Київська Русь». Помер 24.07.2018. Поховання у Білій Церкві.
 Чередниченко Сергій («Банкір»), 1965 р.н., Буча Київська область. Учасник АТО, сержант, 11 ОМПБ «Київська Русь». Пройшов 2 роки і 8 місяців війни, знову збирався до війська — за контрактом. Помер 26.07.2018 у Бучі. Поховання на Алеї Слави Бучанського міського кладовища. Залишились дружина, син.
 Хусалімов Вячеслав Галімзенович, 04.04.1969, мешкав у м. Славутич Київська область. Учасник АТО 2015—2016, офіцер, командир взводу, 3 ОПСпП. Випускник КВЗКУ ім. Фрунзе. Приватний підприємець. Учасник Революції Гідності з перших днів, — вдень працював, а на ніч їздив на київський Майдан. З початком бойових дій став волонтером, допомагав армії, ініціював збір гуманітарної допомоги для Новоайдарської школи-інтернату. Згодом добровольцем пішов на фронт. 2016 повернувся з війни за станом здоров'я. Депутат Славутицької міськради. Помер 26.07.2018 внаслідок хвороби. Похований на міському цвинтарі Славутича. Залишились дружина та 14-річний син.
 Олійник Антон Леонідович («Ланцелот»), 19.06.1968, Чернівці. Учасник АТО, підрозділ спецпризначення ГУ НП в Луганській області. Пройшов кілька років війни, зокрема, виконував завдання у м. Щастя. Помер 28.07.2018 внаслідок онкологічної хвороби. Поховання у Чернівцях на Годилівському кладовищі. Залишилась дружина.
 Олешко Віталій Ігорович («Сармат»), 16.09.1975, Бахмут (колишній Артемівськ) Донецька область. З 1999 мешкав у м. Бердянськ Запорізька область. Учасник АТО 2014—2015, БСП НГУ «Донбас», командир відділення 1-го взводу 2-ї роти. 1992 закінчив Республіканське училище олімпійського резерву в Києві за напрямком «Легка атлетика». З 1994 займався підприємництвом, останні кілька років — дистриб'ютор торгової марки «Сармат». У травні 2014 добровольцем долучився до підрозділу «Шторм» батальйону «Донбас», що формувався у Бердянську. Захищав Попасну, Лисичанськ, пройшов бої за Іловайськ, півроку був у полоні, звільнений в лютому 2015. Нагороджений орденом «За мужність» III ступеня. Підприємець, громадський активіст, розслідував факти корупції в місті та області, конфліктував з місцевим олігархом екс-регіоналом нардепом Пономарьовим. У свою чергу представники влади звинувачували Олешка в популізмі. Активіст міської організації ветеранів АТО, один із засновників Громадського формування охорони громадського порядку «Громадський дозор». 02.05.2018 на Олешка було відкрито кримінальну справу за підозрою у завданні тілесних ушкоджень середньої важкості меру Бердянська Володимиру Чепурному. Вбитий 31.07.2018 о 12:30 в Бердянську двома пострілами у спину з двоствольної гвинтівки на дворі будинку-готелю «Атмосфера», що належить сім'ї Олешків (Східний пр-т, 157), на очах дружини та друга. Того ж дня знайшли автомобіль нападників і затримали 5 підозрюваних, у чоловікові, який стріляв, упізнали колишнього бійця розформованої роти «Торнадо». Похований на міському цвинтарі Бердянська. Залишились дружина та донька. Основна версія слідства: вбивство «на ґрунті особистих відносин у зв'язку з наявними протиріччями підприємницької діяльності на території міста Бердянськ».
 Гусаков Вадим Валентинович, 26.01.1966, Харків (П'ятихатки). Учасник АТО 2014—2015, старший лейтенант, 22 ОМПБ, командир взводу. Випускник ХНУ ім. Каразіна, історичний факультет. Вчитель історії, заступник директора з виховної роботи Харківської спеціалізованої школи № 62. У квітні 2014 добровольцем пішов до війська, ніс службу на Луганщині, в районі Трьохізбенки. Після демобілізації повернувся до роботи у школі, займався громадською діяльністю. Помер 02.08.2018 від укусу шершня в голову у дворі школи № 62, що призвело до анафілактичного шоку та асфіксії. Поховання у Харкові на кладовищі с-ща Лісне. Залишились дружина, діти, внучка.
 Собко Олександр Павлович, 1984, мешканець м. Києва. Учасник АТО, 90 ОАеМБ. Оборонець Донецького аеропорту. У ніч з 25 на 26 травня 2018 потрапив у ДТП — Олександра збив автомобіль. Перебував у надважкому стані, в комі, у відділенні реанімації 17-ї лікарні міста Києва, переніс кілька операцій, помер 05.08.2018. Залишилась тітка.
 Бондар Борис Васильович, Житомирська область. Учасник АТО, двічі був на фронті. Після демобілізації мешкав і працював у м. Коростень. За повідомленням поліції, 07.08.2018, після опівночі, до Коростенського відділу поліції надійшло повідомлення про те, що на території місцевого підприємства, розташованого біля хутора Купчарі неподалік Коростеня, покінчив життя самогубством житель Овруцького району, 1990 р.н. Похований в с. Троща (Чуднівський район), де проживають батьки. Залишились дружина та 4-річний син.
 Дашевський Сергій Євгенович. Учасник АТО, 1-й батальйон НГУ ім. Кульчицького. Під час Революції Гідності був у 3-ій сотні Самооборони Майдану. Добровольцем пішов на фронт, воював на Світлодарській дузі. Трагічно загинув 08.08.2018 (самогубство).
 Склярук Денис Володимирович («Качан»), 16.09.1984, Окниця Молдова. Мешкав Олексіївка (Сокирянський район) Чернівецька область. Учасник АТО 2015—2016, 15 ОМПБ «Суми» 58 ОМПБр, водій. До 9 класу навчався в Молдові, з того часу мешкав на Сокирянщині, отримав український паспорт, закінчив ПТУ № 23 м. Сокиряни. Проходив службу за мобілізацією з січня 2015 по травень 2016, учасник бойових дій. Тіло було знайдене 11.08.2018 у м. Вінниця. За офіційною версією правоохоронців, — покінчив життя самогубством. Похований в Олексіївці. Залишилась дружина і син шкільного віку.
 Бобришев Сергій Юрійович, 1981, Мелітополь Запорізька область. Учасник АТО 2016—2017, старший солдат, 56 ОМБр, водій БТР. Проходив військову службу за контрактом з 28.04.2016 по 05.06.2017. Помер 11.08.2018, причини смерті встановлюються. Похований в Мелітополі.
 Головач Роман Іванович, 41 рік, Чорногузи Вижницький район Чернівецька область. Учасник АТО 2015—2016, 80 ДШБр, 3 батальйон, старшина роти. Помер у лікарні від хвороби 11.08.2018. Похований в Чорногузах.
 Коробов Сергій Вікторович («Монгол»), 31.01.1967, 51 рік, Миколаїв. Учасник АТО, 72 ОМБр, розвідка. Повернувшись з фронту, брав активну участь у діяльності ГО «Асоціація учасників та інвалідів АТО», — керівник напрямку психологічної підтримки і консультацій. Засновник ГО «Сила побратимства». Покінчив з життям 12.08.2018 в м. Миколаєві. Залишились дружина та дорослий син.
 Луценко Віктор Васильович, 27.04.1977, Озерянка (Житомирський район) Житомирська область. Мешкав у м. Житомир. Учасник АТО, 128 ОГПБр. З 2014 півтора року виконував завдання на фронті, пройшов бої за Дебальцеве, був тяжко поранений, після лікування продовжив службу. У 2016—2017 служив водієм-електриком радіостанції у в/ч 1495 (Житомирський прикордонний загін) та за сумісництвом трактористом Військового Корбутівського лісогосподарства. Помер 14.08.2018. Похований в рідному селі. Залишилися дружина та двоє синів.
 Вакацієнко Ярослав, Мелітополь Запорізька область. Помер у Мелітополі, похований 16.08.2018.
 Диба Ігор Романович («Батя»), 1972 р.н., мешканець м. Тернопіль (мкрн Березовиця). Учасник АТО, 6-й ОМПБ «Збруч». У мирному життя — юрист, банкір. Працював керівником підрозділу по роботі з проблемними активами філії ВАТ КБ «Надра», після повернення зі служби — провідним юрисконсультом ПУАТ «Фідобанк». Загинув у ДТП близько 12:00 15.08.2018 на трасі Доманово—Ковель—Чернівці—Тереблече" при в'їзді в Кременецький район Тернопільської області поблизу с. Андруга, — перебуваючи за кермом власного а/м Hyundai Accent, не впорався з керуванням та виїхав на смугу зустрічного руху, де зіткнувся з вантажівкою Renault Magnum, від отриманих травм помер до приїзду «швидкої». Залишилась дружина та двоє синів.
 Лісоволик Василь, 39 років, Білоусівка (Тульчинський район) Вінницька область. Учасник АТО 2015—2016, десантник. Рано втратив батька. Брав участь у миротворчій місії в Югославії. Був заступником голови громадської організації села. 2015 призваний за мобілізацією, воював у Пісках та Щасті. Після повернення з війни працював на будівництві курників. Загинув вдома у хліву від удару струмом, ймовірно, перечепився та схопився за неізольований дріт. Похований 19.08.2018 в с. Білоусівка. Залишились мати, дружина на однорічний син.
 Боровков Михайло Миколайович, 44 роки, з 1999 мешкав у м. Дрогобич Львівська область. Учасник АТО, 128 ОГПБр. Помер 19.08.2018 у Дрогобичі. Похований у Дрогобичі.
 Попов Олег, 20.02.1979, Львів. Мешканець смт Мирне (Мелітопольський район) Запорізька область. Учасник АТО 2015—2016, 30 ОМБр, стрілець. Довгий час проживав в смт Нововасилівка Приазовського району. Проходив службу за мобілізацією (4 хвиля). Повернувшись з війни, оселився в Мирному, де живе батько. Трагічно загинув 20.08.2018 в результаті падіння з металевої конструкції, — отримані травми голови виявилися несумісними з життям. Поховання в смт Мирному.
 Лучка Іван Богданович, 05.07.1975, Переволока Бучацький район Тернопільська область. Учасник АТО 2014—2015, 72 ОМБр, снайпер-розвідник. По тому — механік-радіотелефоніст відділення зв'язку та інформатизації Бучацького РВК. До війни працював на Бучацькому цукровому заводі. Призваний у другій хвилі мобілізації. Бойовий шлях: Старобешеве, Старогнатівка, Волноваха, Іловайськ, де був поранений у ногу. Після лікування повернувся до війська, осколок не видаляли через його важкодоступність. Повернувшись з фронту, працював за контрактом у військкоматі. Заступник голови Спілки воїнів АТО Бучацького району. У 2017 виникли ускладнення, була паралізована нижня частина тіла та ноги. В квітні 2018 у Львові зробили операцію. З травня небайдужі люди збирали гроші на операцію в київській онкоклініці, але врятувати військовослужбовця не вдалося, він помер 21.08.2018. Похований у с. Переволока. Залишились дружина, 12-річний син та 17-річна донька.
 Малий В'ячеслав Миколайович, 36 років, Кременчук Полтавська область. Учасник АТО/ООС, 72 ОМБр. Нещодавно повернувся з фронту по закінченні контракту. Помер 22.08.2018 у Кременчуці. Похований на Свіштовському кладовищі Кременчука в секторі Героїв АТО.
 Діхтяр Євген («Шкаф»), 10.08.1964, 54 роки, Ольгопіль (Чечельницький район) Вінницька область. Учасник АТО, ДУК ПС, БПСМОП «Херсон», в/ч ЗСУ. Після училища закінчив школу прапорщиків, служив на естонсько-фінському кордоні. Займався важкою атлетикою, виступав на міжнародних змаганнях. У 1991 повернувся до Чечельника. На фронт пішов добровольцем у 2014, пройшов бої за Донецький аеропорт, бої за Піски, бої на Світлодарській дузі. З Рівненського полігону потрапив до шпиталю. Звільнився із ЗСУ за станом здоров'я. Після повернення додому за два дні йому стало зле. Помер 22.08.2018 о 2:40 в реанімації Чечельницької районній лікарні від повторного інфаркту. Залишились дружина та 10-річний син. Похований у Чечельнику. Рідні звинувачують лікарів у несвоєчасно наданій допомозі.
 Кузик Богдан Валентинович («Майстер Куз», «Біс»), 05.06.1995, Жердя Чемеровецький район Хмельницька область, неподалік м. Кам'янець-Подільський. Учасник АТО 2014—2017, 95 ОДШБр. З дитинства хотів служити в армії, займався парашутним спортом. Закінчив ПТУ за фахом автослюсаря та водія. Коли був призваний на строкову службу, у 2013, одразу підписав контракт, щоб потрапити в десантні війська. Здійснив понад 130 стрибків з парашутом. На війні від самого початку, з 19 років, навідник кулемету БТР. З чотирьох років служби перші 1,5 — у 1-му батальйоні. Пройшов бої за Слов'янськ (зокрема, зачистка Карачуна, бій біля Андріївки 2 травня, де загинув товариш Богдана Петро Коваленко, бій за Семенівку 3 червня), Красний Лиман, ДАП, Шахту Бутівку. Після поранення і контузії пройшов лікування і повернувся до бригади в Авдіївку, перевівся у 2-й батальйон. Через погіршення зору внаслідок контузії отримав інвалідність, тому 2017-го не зміг подовжити контракт. Загинув у ДТП 23.08.2018, був збитий машиною поблизу свого дому. Батько помер, залишились мати і брат-військовослужбовець.
 Мішин Сергій Вікторович, 26.08.1967, Козятин Вінницька область. Учасник АТО. Учасник війни в Афганістані, сапер. З початком бойових дій на Сході України був призваний за мобілізацією. На фронті переніс сильний удар вибуховою хвилею об дерево під час обстрілу, що обернулося погіршенням здоров'я. Ускладнення призвели до онкохвороби. Помер наприкінці серпня 2018. Був єдиним сином у матері, залишилась дружина.
 Іванюк Валерій Євгенович, 28.09.1968, Софіївка (Софіївський район) Дніпропетровська область. Мешканець м. Кривий Ріг. Учасник АТО 2014—2015. Старшина, 93 ОМБр, головний сержант мотострілецького взводу. До війни працював у правоохоронних органах, юристом у ЖЕКу. Навесні 2015 його підрозділ відбив кілька танкових атак біля Пісків. Нагороджений медаллю «Захиснику Вітчизни» (Указом Президента України № 310/2016), нагрудним знаком «За заслуги перед містом» III ст. (Кривий Ріг, 2016). Помер наприкінці серпня, похований 31.08.2018 в смт Софіївка.
 Щербак Артур («Арчі»), 1969 р.н., Київ. Учасник АТО 2014—2016, молодший сержант, 1-й БОП НГУ ім. Кульчицького. На фронт пішов добровольцем на початку бойових дій, пройшов бої за Дебальцеве, Попасну, Щастя, Станицю Луганську. Коли був на фронті, померла мати, а сестра продала її квартиру і виїхала до Ізраїлю. Артур лишився без житла, шукав роботу у Києві. Вбитий 31.08.2018 у Києві, на Вітряних горах (за непідтвердженою інформацією, зарізаний разом з товаришем). Похований побратимами з батальйону 05.09.2018 у Києві.
 Рябчун Сергій, Братерське Компаніївський район Кіровоградська область. Учасник АТО. Двічі був у зоні бойових дій. Після отриманої контузії часто скаржився на головні болі та погане самопочуття. Загинув вдома у серпні 2018, — пішов із сином по дрова, через спеку вирішив освіжитись у місцевій водоймі та потонув. Рідні вважають, що йому стало зле. Залишились дружина та четверо неповнолітніх дітей, — два сина і дві доньки.
 Касьяненко Микола («Касік»). Учасник АТО, 25 ОМПБ «Київська Русь». Помер 01.09.2018. Залишилась мати. Повідомлено у соцмережі.
 Косолап Юрій Костянтинович, 08.10.1963, 55 років, м. Дніпро. Учасник АТО 2015 року. Випускник Дніпропетровського інженерно-будівельного інституту. Заступник голови Новокодацької районної у місті Дніпрі ради з питань діяльності виконавчих органів. Помер 01.09.2018 після довготривалої хвороби. Похований у м. Дніпро. Залишились дружина і син.
 Сікорський Іван Іванович, 09.04.1975, Великосілки Кам'янка-Бузький район Львівська область. Учасник АТО, 24 ОМБр. На фронті був майже три роки. Помер вдома 02.09.2018 від хвороби. Похований у Великосілках. Залишився син.
 Стельмах Сергій, Миропіль Романівський район Житомирська область. Учасник АТО. Помер, похований 07.09.2018 у Мирополі (повідомлення у соцмережі).
 Карнаух Роман Вікторович, 07.06.1981, Чернівці. Учасник АТО 2014—2017. Старший сержант, 80 ОДШБр, 3 БТГр, сержант з матеріального забезпечення. Закінчив Чернівецький професійний ліцей автомобільного сервісу. Вступив на військову службу за контрактом ще до війни. На фронті — з 2014, воював за м. Щастя, учасник оборони Луганського аеропорту. 2017 повернувся додому. Працював в. о. керівника управління воєнізованої охорони на залізниці у Чернівцях. Були проблеми зі здоров'ям, інвалідність. 5 вересня стався інсульт, впав у кому, помер 06.09.2018 о 3:30 в міській лікарні № 3 міста Чернівці. Поховання 8 вересня у Чернівцях. Залишились батьки і дружина.
 Шмельов Олег Володимирович («Одеса»), Шостка, Сумська область. Учасник АТО. Помер внаслідок хвороби. Похований 09.09.2018 на Центральному кладовищі Шостки.
 Литовченко Олексій Валерійович, 23 роки, Щербинівка (підпорядковане Торецькій міській раді) Донецька область. Мешкав у м. Харків. Учасник АТО, до 26.01.2018 проходив службу у військовій частині 3017 НГУ (3 БрОПр, м. Харків), інструктор-сапер. Керівник ГО «Ветерани АТО та патріоти України Немишлянського району м. Харкова». За повідомленням ЗМІ з посиланням на джерела у правоохоронних органах, вбитий під час затримання співробітниками СБУ у Харкові 13.09.2018, на парковці в районі станції метро «Завод імені Малишева», поряд із супермаркетом «Рост». Правоохоронці затримали двох організаторів угруповання, які підозрюються у вимаганні грошей з підприємців, під час отримання ними 20 тис. дол. В ході затримання Литовченко чинив опір, погрожуючи бойовою гранатою, проти нього була застосована табельна вогнепальна зброя. Від отриманого вогнепального поранення він помер у лікарні.
 Некритий Володимир Володимирович, 27.10.1965, Козятин Вінницька область. Учасник АТО 2015—2016, підполковник у відставці. В армії — близько 20 років, служив в автомобільних військах у Туркменії, Німеччині, на Далекому Сході. Працював завідувачем сховища у козятинській військовій частині А1329 («воїнські склади»). На фронт пішов за мобілізацією шостої хвилі влітку 2015. Повернувшись з війни і звільнившись з армії дбав про молодих бійців, своїми руками лагодив вдома техніку. Помер 14.09.2018 через зупинку серця. Похований у Козятині.
 Лізанець Юрій Михайлович, 1967 р.н., Мелітополь Запорізька область. Учасник АТО, проходив службу в ЗСУ з 19.07.2015 до 18.10.2016. Помер 15.09.2018 внаслідок тривалої хвороби.
 Ільїн Олександр Миколайович, 1970 р.н., Львів. Учасник АТО, 3 ОМПБ «Воля» 24 ОМБр. Волонтер. Був призваний як доброволець навесні 2014, у першу хвилю мобілізації. У січні 2018, після лікування запалення легень, лікарі виявили рак легені, 12 січня зробили операцію. Помер 16.09.2018, вранці. Залишилась дружина, діти.
 Іванов Сергій Борисович, 54 роки, Кременчук Полтавська область. Учасник АТО 2014—2015, розвідник. В зоні АТО дістав вогнепальне осколкове поранення, отримав інвалідність. Перебував на лікуванні в кардіологічному відділенні лікарні «Кременчуцька», помер 18.09.2018. Поховання на Свіштовському кладовищі в секторі Героїв АТО. Залишились мати і син.
 Злобінець Руслан, Гостомель Київська область. Учасник АТО. Лікувався в лікарні після повернення з АТО. Помер 19.09.2018. Поховання на новому кладовищі Гостомеля.
 Гунька Олег Євстахович, Львів. Учасник АТО. Помер 23.09.2018 у Польщі, після коми. Залишились дружина, 3-річний син і однорічна донька.
 Шутов Сергій Віталійович, 1993 р. н., Новосілка (Веселинівський район) Миколаївська область. Учасник АТО 2014—2017, 79 ОДШБр. На військовій службі за контрактом з 2013, у 2017 повернувся з війни. З 19.09.2018 перебував на стаціонарному лікуванні у Миколаївській обласній клінічній лікарні, гострий лейкоз. Помер 27.09.2018. Залишилась дружина та двомісячний син.